# Städelsches Kunstinstitut

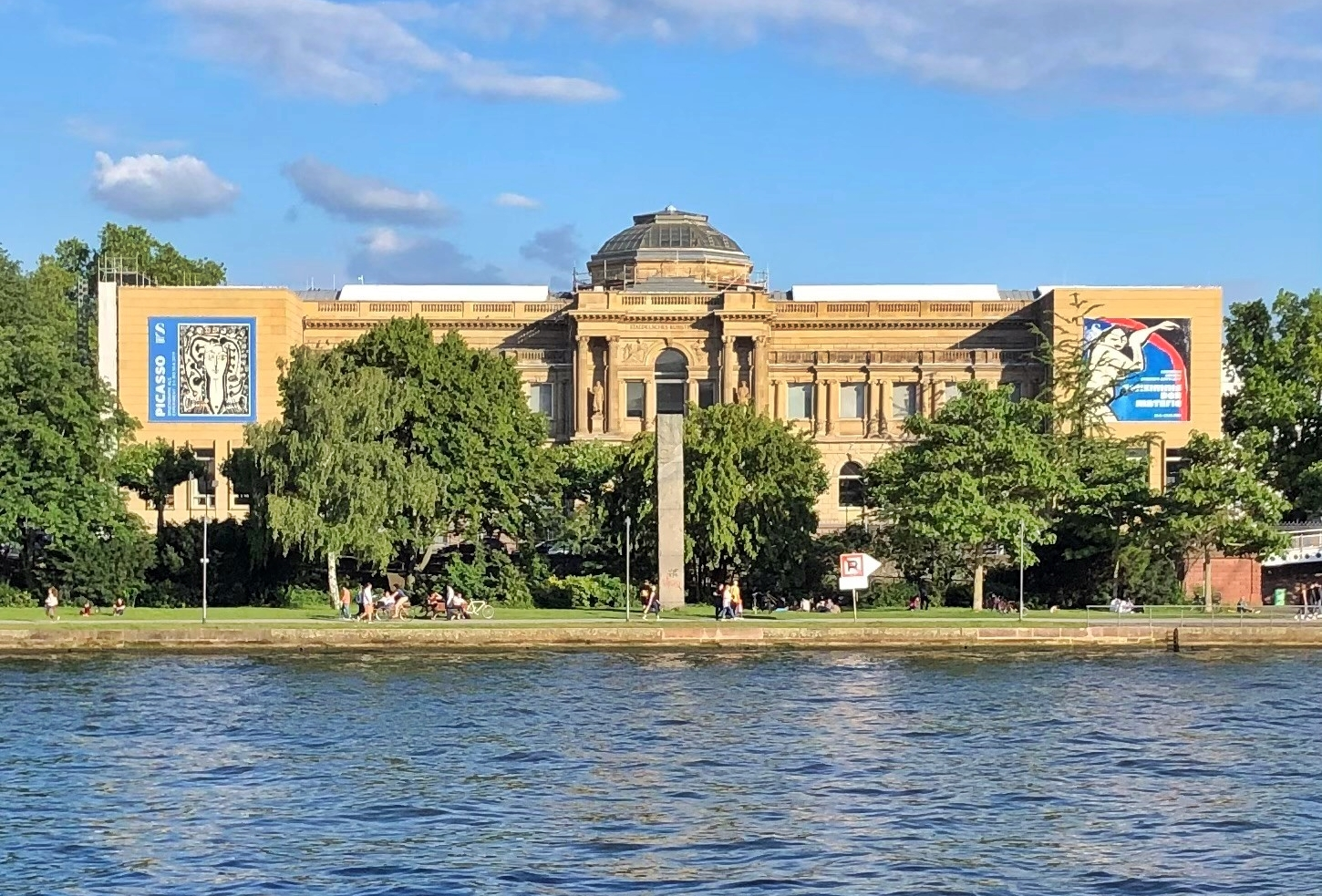
Das Städel Museum am Museumsufer in Frankfurt am Main (2022)

Das Städelsche Kunstinstitut und Städtische Galerie (Eigenbezeichnung: Städel Museum, umgangssprachlich auch: Städel) in Frankfurt am Main ist eines der bedeutendsten deutschen Kunstmuseen. Seine Sammlung umfasst rund 3.100 Gemälde vom Mittelalter über die Moderne bis zur Gegenwartskunst. Die Graphische Sammlung mit über 100.000 Zeichnungen und Druckgrafiken ist in einem Präsenzsaal zugänglich. Zum Bestand des Städel Museums gehören außerdem über 5.000 Fotografien, 660 Skulpturen und eine Präsenzbibliothek mit 115.000 Bänden.
Die Stiftung erfolgte durch das Testament von Johann Friedrich Städel (1815). Die Sammlung erhielt 1833 ein erstes eigenes Ausstellungsgebäude. Der heutige Standort am Museumsufer wurde 1878 bezogen.

## Geschichte

### Gründung
Nach dem Tod des Frankfurter Bankiers und Gewürzhändlers Johann Friedrich Städel im Jahre 1816 wurde sein am 15. März 1815 verfasstes Testament eröffnet, in dem er das nach ihm benannte Kunstinstitut stiftete. Er vererbte sein Haus am Rossmarkt, die dort ausgestellte Kunstsammlung und sein Vermögen im Umfang von ca. 1,3 Millionen Gulden dem Institut. Dessen Auftrag war zum einen der Unterhalt einer öffentlichen Sammlung, zum anderen die Ausbildung von Künstlern in der angeschlossenen Kunsthochschule; diese wurde später von der Stadt Frankfurt übernommen. Im folgenden Jahr fochten entfernte Verwandte Johann Friedrich Städels das Testament an, was zu einem bis 1829 andauernden Prozess führte, der in der Folge die Arbeit des Instituts behinderte. Laut Testament sollten fünf Administratoren aus der Frankfurter Bürgerschaft die Leitung des Instituts übernehmen. Als erster Inspektor wurde 1817 Carl Friedrich Wendelstadt berufen. 1830 wurde Philipp Veit, ein Nazarener, Vorsteher der Malschule und Direktor der Galerie. Diese Position behielt Veit bis 1843. In dieser Zeit wurden Werke aus Städels Sammlung, die den qualitativen Ansprüchen des Museums nicht genügten, verkauft. Mit den Einnahmen wurde der Ankauf anderer Werke finanziert.

### Eigenes Museumsgebäude
1833 zog das Museum in ein umgebautes Gebäude an der Neuen Mainzer Straße um. Im Jahr 1840 kam es zu einem Wechsel in der Verwaltung des Museums, als Johann David Passavant neuer Inspektor wurde. Er war schon vorher für das Städelsche Kunstinstitut tätig gewesen und hatte unter anderem Ankäufe vermittelt. In die bis 1861 dauernde Amtszeit Passavants fielen bedeutende Erwerbungen für die Sammlung wie das Weibliche Idealbildnis von Sandro Botticelli oder Teile der Sammlung Wilhelms II. der Niederlande, die 1850 versteigert worden war. Unter der Leitung des 1861 eingesetzten Inspektors Gerhard Malß wurden das Kupferstichkabinett und die Galerie neu geordnet. 1870 wurden auf der Versteigerung der Sammlung Brentano-Birckenstock weitere bedeutende Werke für die Sammlung des Städelschen Kunstinstituts erworben.

### Umzug an den Main

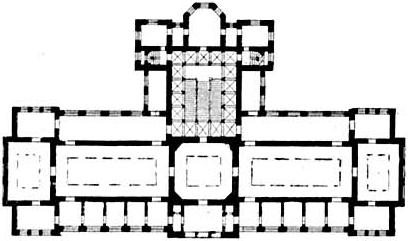
Plan von 1894

Im Jahre 1878 zog das Städelsche Kunstinstitut erneut um, diesmal an den heute als Museumsufer bekannten Schaumainkai, wo ein neues Gebäude für das Museum errichtet worden war. 1885 wurde Georg Kohlbacher neuer Inspektor, der vier Jahre später von Henry Thode abgelöst wurde. Thodes Position war die neu geschaffene Direktion, welche an die Stelle des Inspektors trat. Sein Interesse galt vor allem der italienischen Malerei, die nun einen Schwerpunkt der Einkäufe bildete. Vom 1891 ernannten Direktor Heinrich Weizsäcker wurde der erste Gesamtkatalog der Sammlung des Städelschen Kunstinstituts angefertigt.
Um das Museum finanziell zu unterstützen, gründete Leopold Sonnemann, der Verleger der Frankfurter Zeitung, 1899 den Städelschen Museums-Verein, der inzwischen über 9.000 Mitglieder zählt. Nachdem 1904 Ludwig Justi Direktor des Museums geworden war, erwarb er mit einem Bild von Claude Monet ein impressionistisches Gemälde, ergänzte die Sammlung aber auch mit Bildern wie Die Blendung Simsons von Rembrandt van Rijn. Als Folge des ersten Frankfurter Bilderstreits wurde der 1906 neu berufene Direktor Georg Swarzenski 1907 erster gemeinsamer Leiter des Städelschen Kunstinstituts und der neu gegründeten Städtischen Galerie im Städel. Mit nun finanzieller Förderung der Stadt wurde in größerem Umfang Moderne Kunst angekauft. Swarzenski ergänzte die Sammlung bis zum Ersten Weltkrieg um die meisten französischen Impressionisten, die bis heute Bestandteil der Sammlung sind. Dazu kamen zeitgenössische Werke von Künstlern wie Franz Marc und Max Beckmann, der zugleich Lehrer an der Städelschule war. In der Folge wurde das Museumsgebäude erweitert, um mehr Ausstellungsfläche zur Verfügung zu haben.
Auf Grund eines Magistratsbeschlusses, den Swarzenski 1922 erwirkte, erhielt die Städtische Galerie im Städel bedeutende Leihgaben aus dem Historischen Museum Frankfurt, darunter das berühmte Paradiesgärtlein aus der Sammlung Prehn. 1928 folgten Erwerbungen aus der Sammlung Hohenzollern-Sigmaringen, die zuvor in einer Ausstellung im Städel zu sehen gewesen waren. Im selben Jahr wurde Georg Swarzenski zudem zum Generaldirektor der Frankfurter Museen ernannt.

### Zeit des Nationalsozialismus und Zweiter Weltkrieg

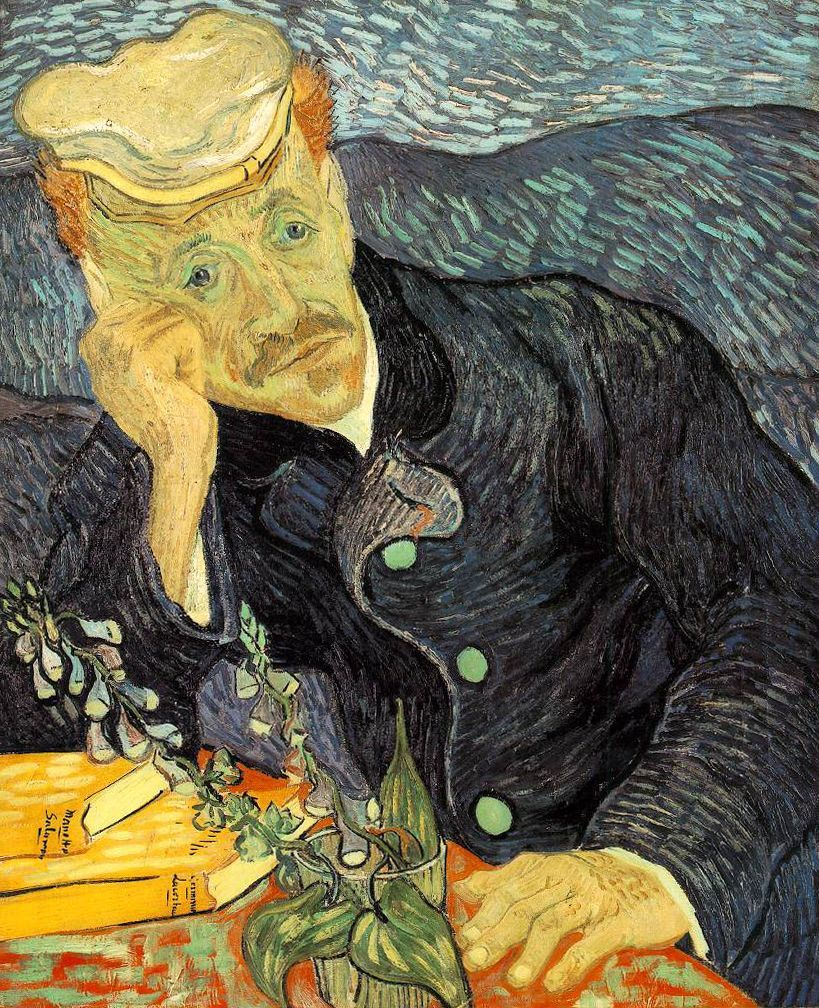
Bildnis des Dr. Gachet von Vincent van Gogh

1928 wurde Swarzenski auch zum Generaldirektor der Städtischen Museen berufen. Nach der Machtübernahme Adolf Hitlers im Januar 1933 begann der systematische Angriff auf die Sammlungen zeitgenössischer Kunst in Frankfurt. Swarzenski wurde als (städtischer) Generaldirektor im März durch den neuen Oberbürgermeister der Stadt Friedrich Krebs beurlaubt und schließlich in Oktober des gleichen Jahres auf Grundlage des Gesetzes zur Wiederherstellung des Berufsbeamtentums aufgrund seiner jüdischen Herkunft endgültig in den Ruhestand versetzt. Seine Position wurde nicht neu besetzt. Swarzenski konnte jedoch bis zu seiner erzwungenen Pensionierung 1937 das Städelsche Kunstinstitut weiterhin leiten, da es sich um eine private Stiftung handelte, deren führendes Gremium, die „Städel-Administration“ ihn zunächst schützte. Alfred Wolters, seit 1928 Direktor der Städtischen Sammlung im Städel Museum, musste die Galerie nun unter veränderten Vorzeichen weiter führen. 1938 trat der neue Direktor des Städel Ernst Holzinger seinen Dienst an. Er wurde von Swarzenskis Sohn Hanns Swarzenski empfohlen.
Die Beschlagnahmeaktion „Entartete Kunst“ vollzog sich am Städel Museum in mehreren Etappen: Bereits 1936 wurden insgesamt sechs moderne Gemälde, darunter Werke von Beckmann und Kirchner, auf Veranlassung der Reichspropagandaministeriums als Leihgaben für eine Femeausstellung in München angefordert. Die Kunstwerke kehrten nie mehr ins Museum zurück. Im Juli 1937 erfolgte die erste offizielle Beschlagnahmewelle im Zuge derer fast 30 Kunstwerke aus städtischem Besitz aus der Sammlung abgezogen wurden. Im August 1937 erfolgte eine zweite, umfangreichere Aktion, der fast 50 Gemälde und an die 600 Arbeiten auf Papier zum Opfer fielen. In einer letzten Beschlagnahmewelle im Dezember 1937 wurden schließlich fünf weitere moderne Werke beansprucht. Betroffen waren ausschließlich Gemälde „ausländischer“ Künstler, darunter das Bildnis des Dr. Gachet von Vincent van Gogh. Auf Anweisung von Hermann Göring, der es in seine Verfügungsgewalt brachte, wurde es von seinem Händler Sepp Angerer im Ausland zur Beschaffung von Devisen veräußert.
Als die Beschlagnahmewellen vonstattengingen, war Swarzenski noch als Direktor des Städelschen Kunstinstituts im Amt und war Zeuge, wie die moderne Sammlung des Museums, die er über drei Jahrzehnte gemeinsam mit Alfred Wolters aufgebaut hatte, systematisch auseinandergerissen wurde. Swarzenski floh im Herbst 1938 mit seiner Familie in die USA.
In den Jahren der NS-Diktatur, insbesondere ab 1938, gingen zahlreiche Neuerwerbungen, vor allem „deutsche“ Kunst, in die Sammlung des Museums ein, die Holzinger, der Leiter der Städel Stiftung, gemeinsam mit seinem Kollegen Wolters, dem Leiter der städtischen Sammlung, koordinierte. So erwarb die Städtische Galerie im Jahr 1938 82 Gemälde aus der Sammlung Lulu Müller, die neben Werken anderer Künstler besonders Gemälde Victor Müllers umfasste. Im gleichen Jahr gelangte die Hans-Thoma-Sammlung von Sofie Bergman-Küchler in den Besitz der Stadt. Ab den späten 1930er Jahren wurde jährlich die Gauausstellung für bildende Künste gezeigt, Schwerpunkt waren Künstler aus dem Ballungsgebiet von Frankfurt mit überregionaler Bedeutung, darunter Joseph Kaspar Correggio, Reinhold Ewald, Peter Paul Etz, Ludwig Enders, Karl Friedrich Lippmann, Lino Salini und Albert Windisch. Die Auswahl der Werke war konservativ (und somit regimekonform).
Zahlreiche Kunstwerke, die das Museum während der NS-Zeit erwarb, stammten aus jüdischem Privatbesitz, darunter die Frankfurter Sammlungen Carl von Weinbergs und Maximilian von Goldschmidt-Rothschilds, die sich die Stadt 1938 aneignete. Sowohl Wolters als auch Holzinger waren zudem als Sachverständige für Kunstwerke aus jüdischem Besitz tätig: Ab 1939 wurde Wolters im Auftrag der Devisenstelle offizieller Sachverständiger für die Bestimmung national wertvollen Kulturguts. Holzinger fungierte im Auftrag der Reichskulturkammer als Sachverständiger für die „Sicherung und Verwertung von deutschem Kulturgut aus jüdischem Besitz.“ Als aktenkundig bekannt sind bisher mehr als 50 Fälle, für die er zwischen Sommer 1941 bis Ende 1943 für aus jüdischem Besitz beschlagnahmten Kunstwerke gutachterlich aktiv war. In diesen Zeitraum fallen auch Holzingers Auslandsreisen in das besetzte Frankreich, um dort Kunsteinkäufe zu tätigen. Die Städtische Galerie erwarb auf diesen „Dienstreisen“ 20 Gemälde und über 20 Skulpturen.
Die in den Jahren der NS-Diktatur erfolgten Erwerbungen wurden von den amerikanischen Kunstschutztruppen (Monuments Men) sichergestellt und an die Herkunftsländer zurückerstattet oder in den Central Collecting Point Wiesbaden zur Restitution von Raubkunst an die rechtmäßigen Eigentümer verbracht.
Während des Zweiten Weltkriegs wurde die Sammlung des Städel Museums ausgelagert, was sie vor Kriegsverlusten schützte. Die Kunstwerke wurden an verschiedenen Orten in und um Frankfurt deponiert. Das Gebäude, auf dessen Eckbauten Flaktürme errichtet worden waren, wurde jedoch bei den Luftangriffen auf Frankfurt am Main schwer beschädigt. Nach Ende der Nazi-Herrschaft 1945 blieben beide Direktoren im Amt, Wolters wurde 1948 pensioniert, Holzinger 1972. Nach einer 1946 erstellten Liste, gehörten von den 18 Mitarbeitern des Städelschen Kunstinstituts nur vier Hilfsarbeiter der NSDAP an. „Das Städel beschäftigte nach 1937 keine jüdischen Mitarbeiter mehr, war jedoch auch keine Hochburg der nationalsozialistischen Partei.“

### Nachkriegszeit
In der Nachkriegszeit wurden einige bedeutende Kunstwerke erworben, darunter auch Bilder, die 1937 von den Nationalsozialisten beschlagnahmt worden waren. Dabei wurde das Museum von Stiftungen und Spendern unterstützt. 1963 wurde der Wiederaufbau des Städels nach dem Plan von Johannes Krahn abgeschlossen, womit die Folgen der nationalsozialistischen Herrschaft und des Zweiten Weltkriegs für das Museum größtenteils wieder beseitigt wurden. Nach einer großen Spendenaktion konnte 1972 das Gemälde Synagoge in Frankfurt von Max Beckmann erworben werden. Zwei Jahre später übernahm Klaus Gallwitz das Amt des Direktors. Er konzentrierte sich bei seinen Zukäufen auf die Kunst nach dem Zweiten Weltkrieg und die Zeitgenössische Kunst sowie auf Werke der Klassischen Moderne. Gallwitz ermöglichte aber auch den Kauf des Bildes Einschiffung nach Kythera von Antoine Watteau und damit die Ergänzung der Sammlung Alter Meister. Der frühere Schwerpunkt, auch bedeutende Kunst aus der Region zu zeigen, wurde fallengelassen.

### Neuere Geschichte

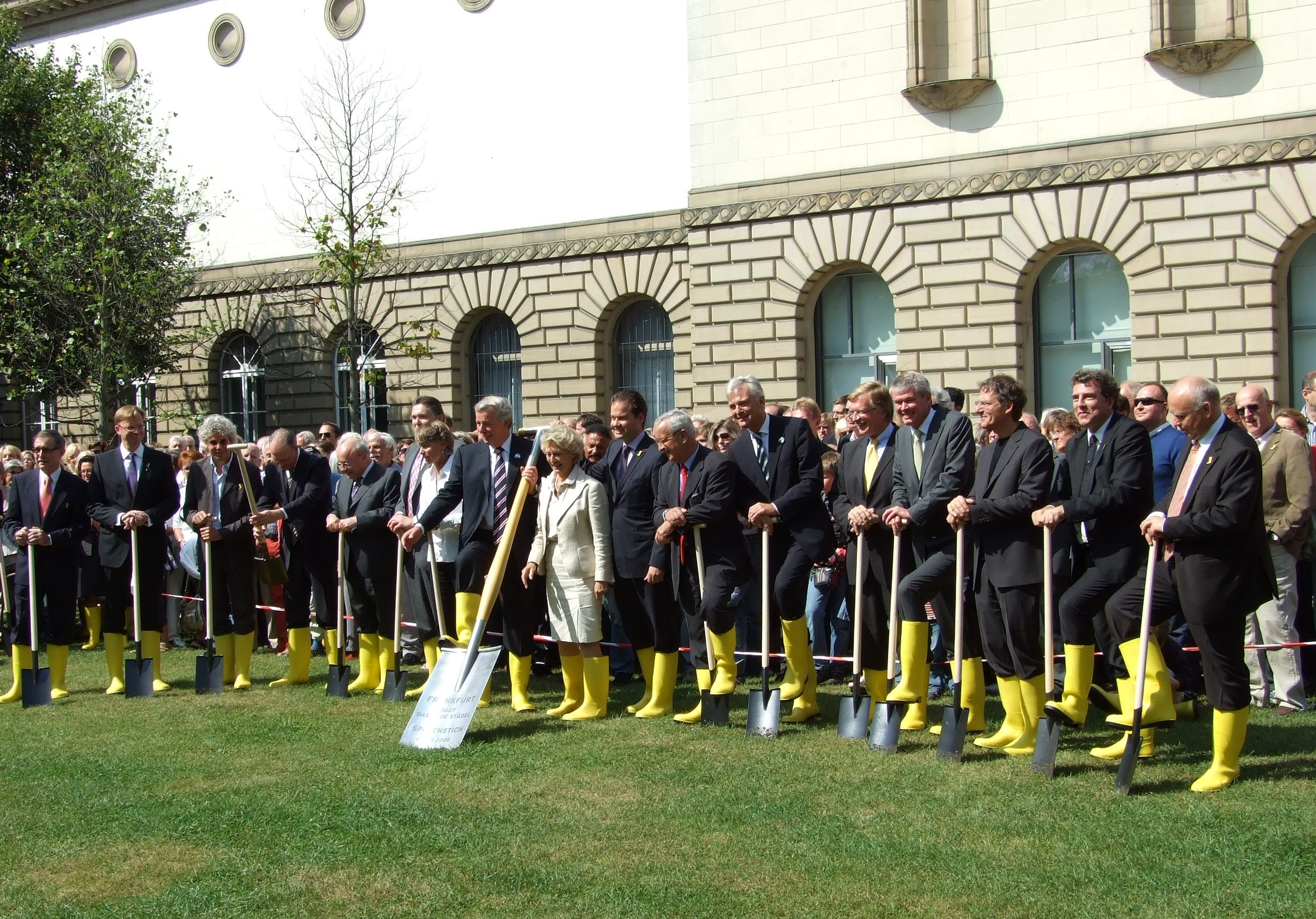
Spatenstich für den Erweiterungsbau des Städel-Museums am 6. September 2009

1990 wurde der von Gustav Peichl entworfene Erweiterungsbau des Städels eingeweiht. Vier Jahre später begannen unter der Leitung des neuen Direktors Herbert Beck Renovierungsarbeiten am Museumsgebäude, die bis 1999 andauerten.
2006 übernahm Max Hollein, der auch die Schirn-Kunsthalle und die Liebieghaus Skulpturensammlung leitete, das Amt des Direktors von Beck. Unter seiner Leitung verstärkten sich die Ausstellungsaktivitäten des Städels und der Ausbau des Sammlungsbereichs Gegenwartskunst. Weiterhin wurden zweihundert Fotografien aus der Sammlung der DZ Bank in eine gemeinsam getragene GmbH überführt, womit das Städel auf das bisher nicht vertretene Gebiet der Fotografie expandierte, die bis dahin nur vom Museum für Moderne Kunst gesammelt wurde. Daneben wurden unter Holleins Leitung die Planungen für einen Erweiterungsbau begonnen, der am 12. Februar 2012 feierlich eröffnet wurde. Durch die unterirdische Erweiterung erhielt das Städel rund 3000 m² mehr Fläche für die Präsentation der Gegenwartskunst. Dank „Blockbuster“-Ausstellungen konnte das Städel zahlreiche Besucherrekorde feiern, 2012 wurden 447.395 verzeichnet.
Im März 2015 feierte das Städel-Museum sein 200-jähriges Bestehen als Bürgerstiftung mit einem ganztägigen Bürgerfest. Vor dem Hintergrund der zunehmenden Digitalisierung des Alltags ist die Erweiterung des Bildungsauftrags in den digitalen Raum seither ein zentraler Baustein für das Frankfurter Museum. Es setzt einen besonderen Schwerpunkt auf den Ausbau seiner digitalen Vermittlungsangebote wie der Digitalen Sammlung, den sogenannten Digitorials oder dem Städel-Kurs zur Moderne.
Am 1. Oktober 2016 übernahm der promovierte Kunsthistoriker Philipp Demandt als Direktor die Leitung des Städel Museums, des Liebieghauses und der Schirn Kunsthalle. Zuvor war Demandt Leiter der Alten Nationalgalerie in Berlin. Unter seiner Leitung wurden erfolgreiche Sonderausstellungen wie „Lotte Laserstein. Von Angesicht zu Angesicht“ (2018/2019) und die größte und erfolgreichste Sonderausstellung in der Geschichte des Städel-Museums „Making Van Gogh. Geschichte einer deutschen Liebe“ (2019/2020) realisiert.
Am 27. März 2024 wurde die neue Dachterrasse über dem Haupteingang eröffnet. Das „Städel Dach“ ist über den neu gestalteten Stiftersaal im Rahmen eines Museumsbesuchs über eine Spindeltreppe (nicht barrierefrei) zugänglich.

## Architektur

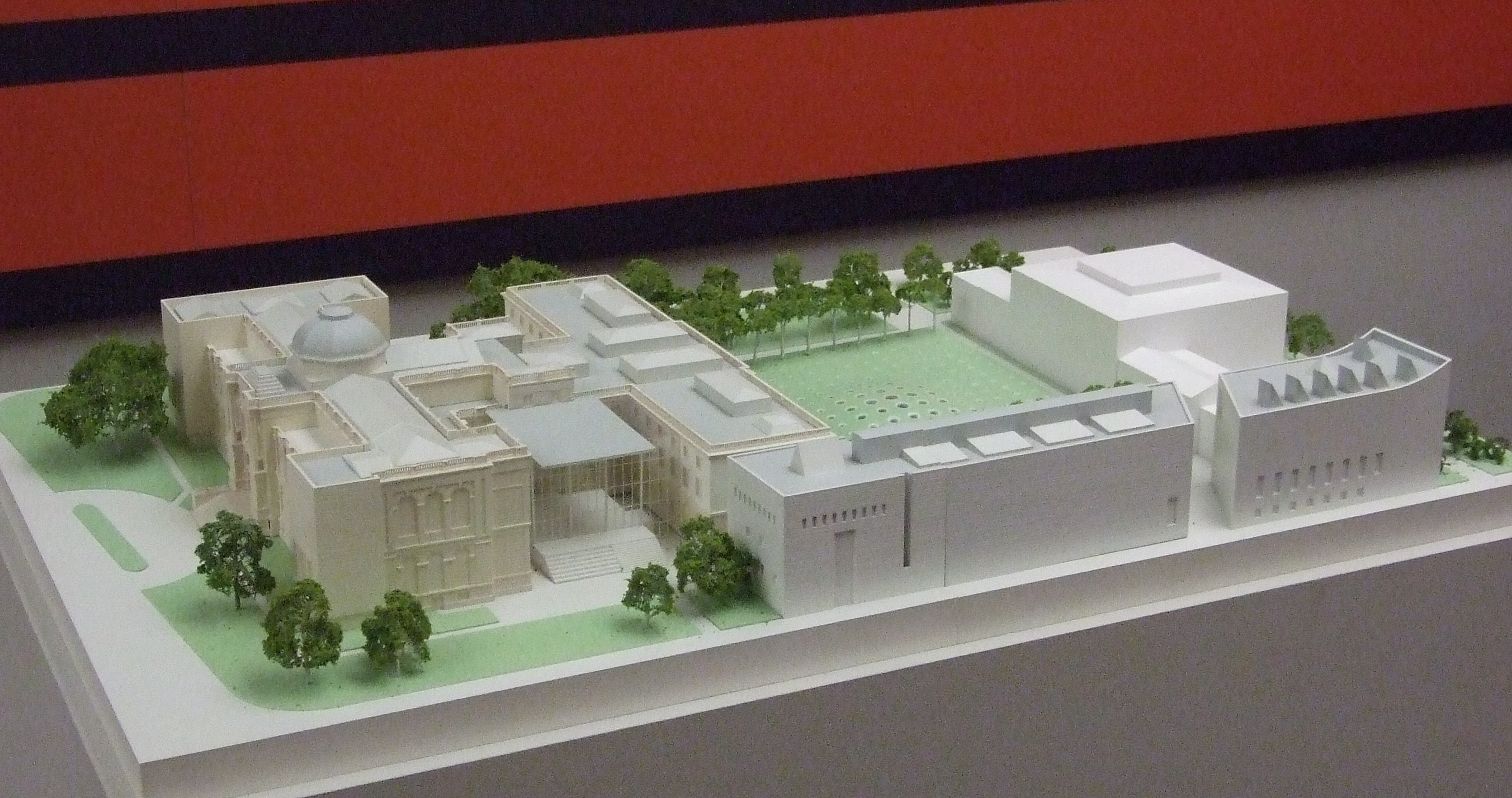
Architekturmodell mit den Erweiterungen

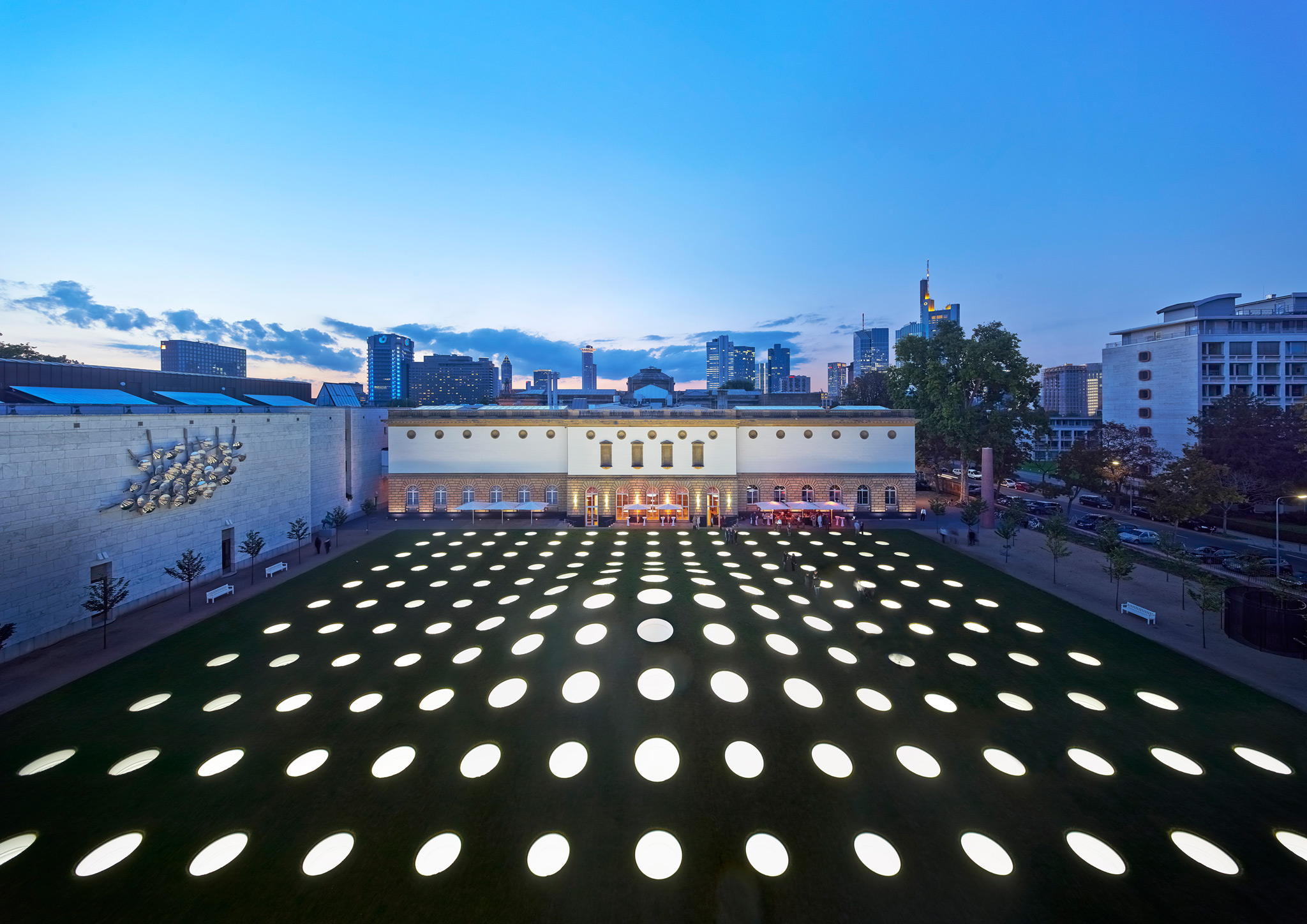
„Dach“ des neuen Museumsanbaus, von der Städelschule aus gesehen (2014)

Das 1878 eröffnete Museumsgebäude des Städels wurde nach Plänen des Architekten Oskar Sommer erbaut. Es entstand am südlichen Ufer des Mains, das heute als Museumsufer bekannt ist. Der eigens als Gemäldegalerie errichtete Bau wurde im Stil der Neorenaissance errichtet und erinnert an florentinische Gebäude. Das Städel gilt insofern als Vorläufer des Opernhauses von 1880 und des Hauptbahnhofs. Die Fassade aus Sandstein ist zweireihig gegliedert. Die Fenster des Erdgeschosses sind Bogenfenster, die des Obergeschosses sind komplexer gestaltet und werden durch zwei ionische Säulen getrennt. Der Eingang des Gebäudes wird von zwei Statuen eingerahmt. Die eine zeigt Hans Holbein, die andere Albrecht Dürer. Die historischen Bezüge in der Architektur unterstreichen die Funktion des Gebäudes als „Tempel der Kunst“ und zeigen auch die kulturellen Ambitionen der Stadt Frankfurt auf.
Das Innere des Gebäudes ist zurückhaltend gestaltet und tritt hinter den ausgestellten Kunstwerken zurück. Einziges Schmuckelement ist die mit Verzierungen versehene Doppeltreppe, die in die beiden Obergeschosse führt. Im Erdgeschoss befinden sich links die Grafische Sammlung mit Studiensaal, rechts die Museumsbuchhandlung mit Café und angeschlossener Bibliothek. Die Kasse befindet sich mitten in der Eingangshalle. Das erste und zweite Obergeschoss beheimaten die „Alten Meister“ (1300–1800) und die Sammlung der „Kunst der Moderne“ (1800–1945). Vom ersten Obergeschoss gelangt man zudem in den von Gustav Peichl entworfenen und 1990 eröffneten Erweiterungsbau an der Holbeinstraße. Hier finden die Sonderausstellungen des Städels statt.
Die neuerliche Erweiterung des Städels um 3000 Quadratmeter wurde ab 2008 geplant. Nach einem Architekturwettbewerb unter acht international erfolgreichen Architektenbüros fiel die Entscheidung der achtköpfigen Jury einstimmig auf den Entwurf des Frankfurter Architekturbüros Schneider + Schumacher. Er sah eine großzügige Museumshalle und für die Kunst nach 1945 Räume mit musterartig angeordneten Deckenöffnungen unter dem Städelgarten vor. Der Bau begann am 6. September 2009 und wurde am 22. Februar 2012 eröffnet. Das rund 52 Millionen Euro teure Projekt (34 Millionen Erweiterungsbau, 18 Millionen Sanierung des Altbaus) wurde durch die Unterstützung von Unternehmen, Stiftungen und zahlreichen Bürgerinnen und Bürgern zu 50 Prozent (rund 26 Millionen Euro) aus privaten Mitteln und zur anderen Hälfte aus öffentlichen Geldern finanziert.

## Sammlung

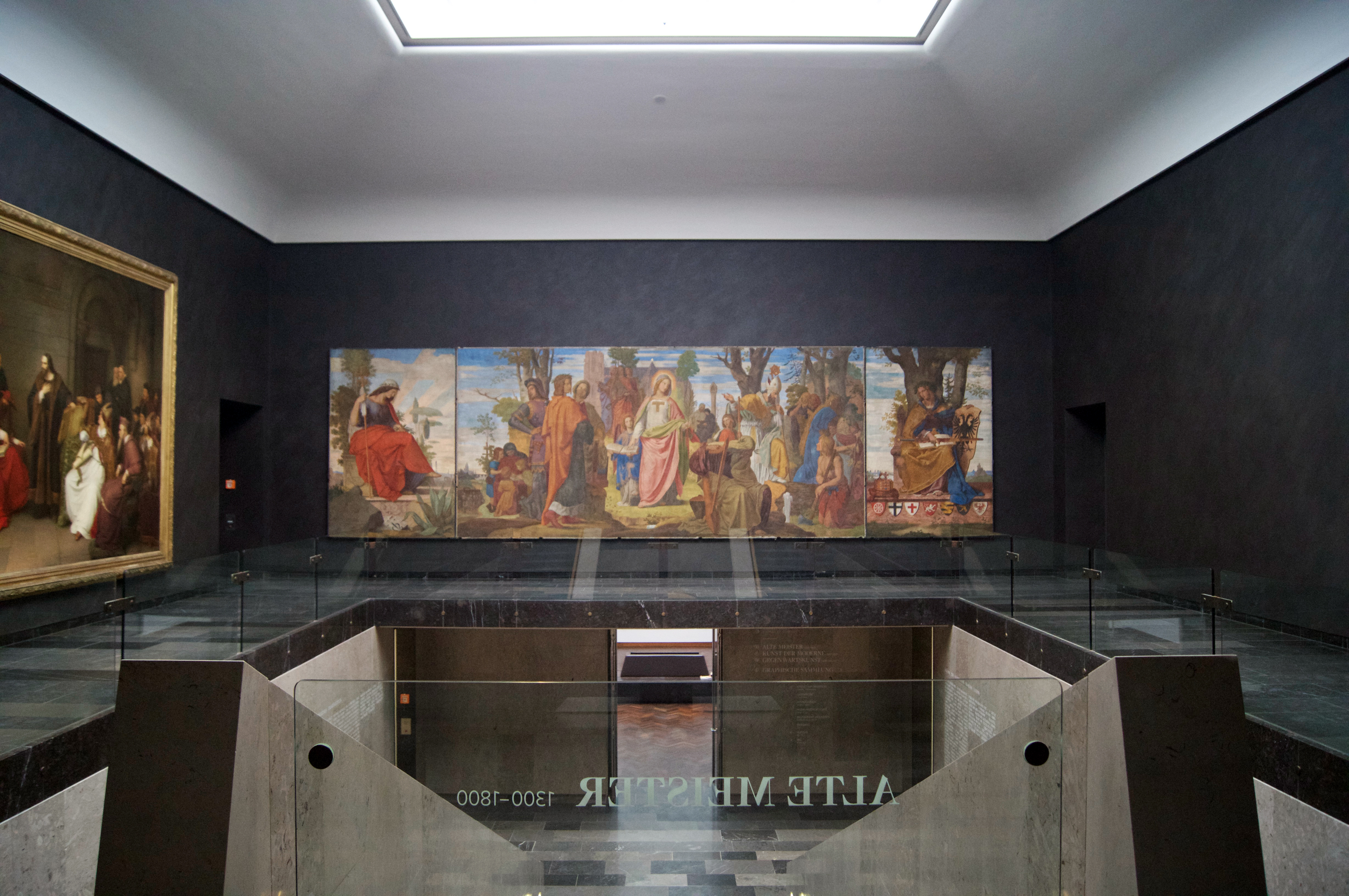
Aufgang zum 2. Obergeschoss „Alte Meister“ (1300–1800), Städel Museum (2022)

Die Sammlung präsentiert Meisterwerke europäischer Kunst aus sieben Jahrhunderten, beginnend mit dem frühen 14. Jahrhundert über die Spätgotik, über Renaissance und Barock zur Goethezeit, vom 19. Jahrhundert und der klassischen Moderne bis hin zur Gegenwart.

### Spätmittelalter
Die Sammlungssektion des Spätmittelalters umfasst vor allem Werke aus Italien und dem deutschen Sprachraum. Darunter befindet sich mit dem um 1300 entstandenen Trauernden Johannes von Deodato di Orlando, das ehemals Teil eines Tafelkreuzes war, eins der ältesten Gemälde der Städelschen Sammlung. Weiterhin befindet sich im Bestand des Museums die Madonna mit Kind von Barnaba da Modena, das 1830 als eines der ersten italienischen Kunstwerke vom Museum erworben wurde. Das Gemälde zeigt im Farbauftrag und den Farbtönen Einflüsse der byzantinischen Kunst und verweist in der vermenschlichenden Darstellung der Heiligen auf die zeitgenössische Malerei in Florenz und Siena des 14. Jahrhunderts. Ebenfalls um das Jahr 1400 entstanden sind drei von Gherardo Starnina gefertigte Altartafeln. Die mittlere Tafel zeigt Gottvater, der auf Wolken thront und einen Reichsapfel in der rechten Hand hält, auf den die Namen der damals bekannten Erdteile Europa, Asien und Afrika verzeichnet sind. Die beiden weiteren Tafeln zeigen den Erzengel Gabriel und die Maria Annunziata.
Fra Angelico, der berühmte Florentiner Dominikanermönch, malte um 1420 die Madonna mit Kind und zwölf Engeln. Diese Meisterwerk des Museums hat noch einen vergoldeten Hintergrund, zeigt aber schon Figuren in Rückenansicht.
Die spätmittelalterliche Kunst des deutschen Sprachraums ist durch einige Altartafeln repräsentiert. Die beiden Tafeln des Altenberger Altars vom Rheinischen Meister stellen die ältesten Werke altdeutscher Malerei im Städel dar. Auf den mit Gold grundierten Tafeln sind Szenen des Neuen Testaments dargestellt. Ein weiteres zentrales Werk dieses Sammlungsteils ist das Paradiesgärtlein des Oberrheinischen Meisters. Dieses Bild zeichnet sich durch eine präzise Wiedergabe des Natureindrucks aus. So konnten zwölf Vogelarten und 24 Pflanzen eindeutig bestimmt werden. Ein weiteres prominentes Stück ist die Auferstehung Christi des Meisters des Hausbuches, in dem die Landschaft mehr Raum einnimmt als in vergleichbaren Werken, was auf niederländische Einflüsse hinweist.
Stefan Lochner, der Meister aus Köln, ist mit den Apostelmartyrien, einem Werk, dass um 1435 entstanden ist, vertreten. Es handelt sich um Altarflügel, die vom weichen Stil geprägt sind. Die Thronende Madonna mit Engeln, vom Tiroler Meister ist ein Werk, das um 1440 entstanden ist. Es ist auf Pergament aufgebracht und könnte als Skizze für ein größeres Werk gedient haben.

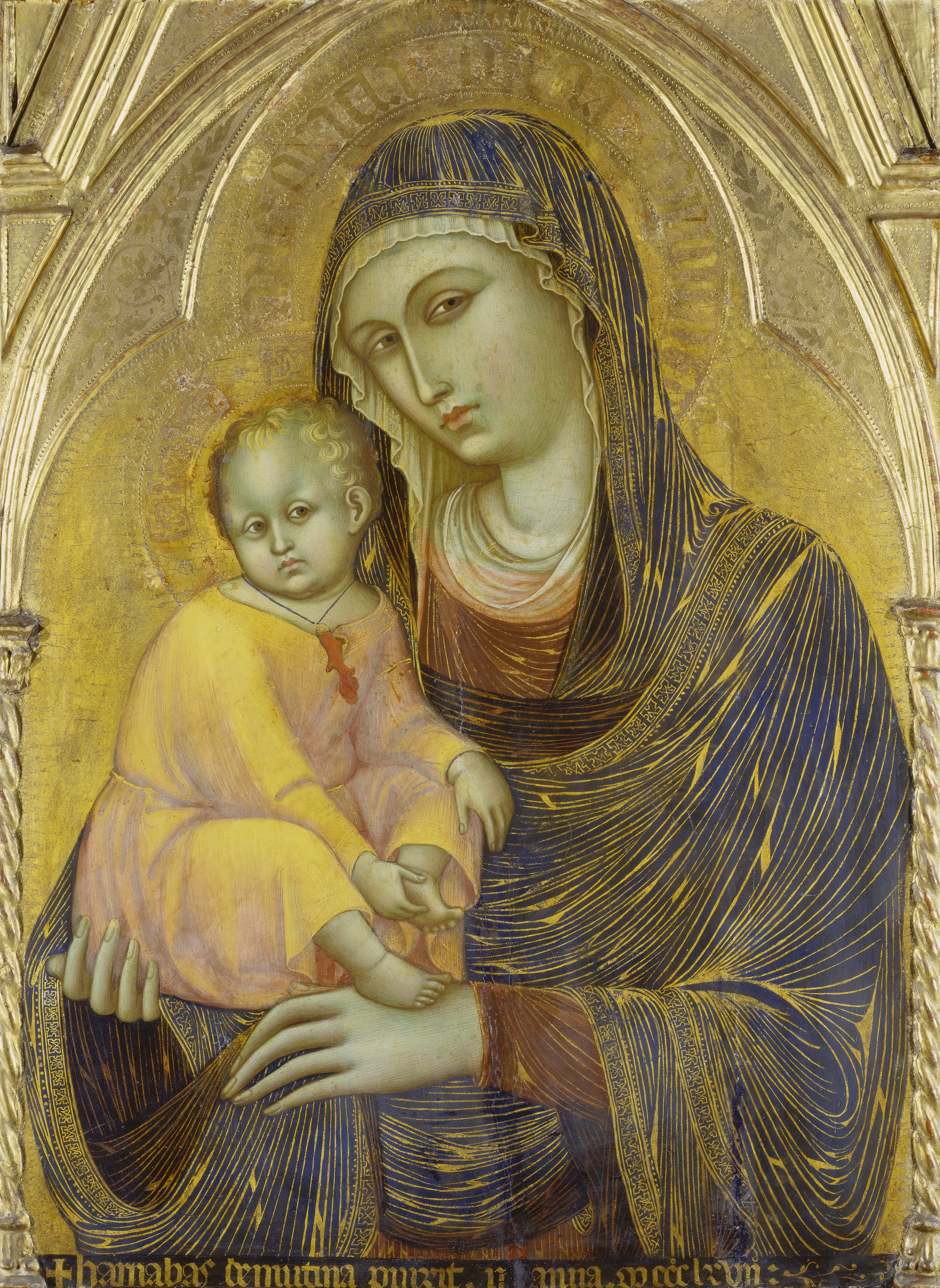
Madonna mit Kind von Barnaba da Modena, 1367
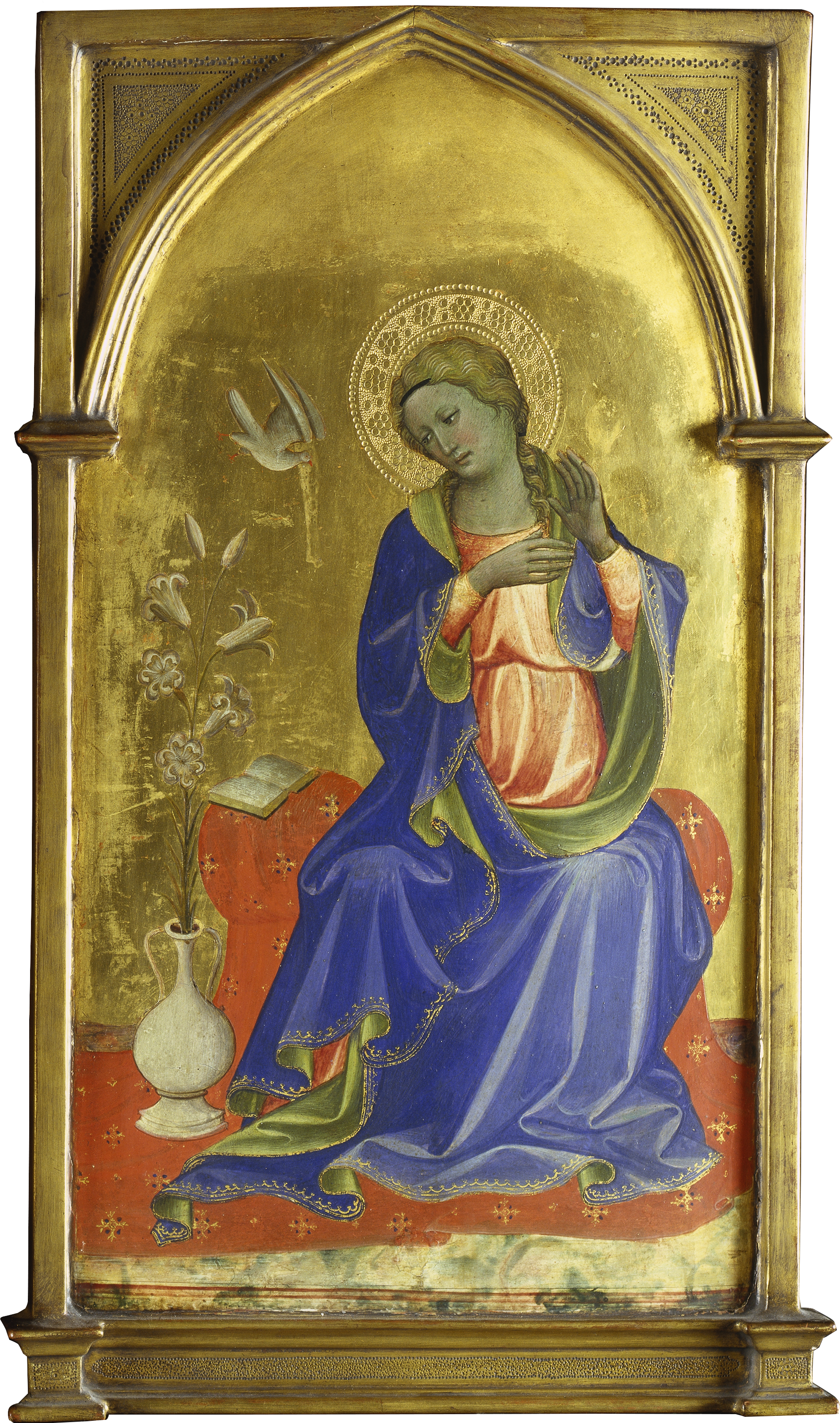
Starnina: Maria Annunziat, ca. 1405
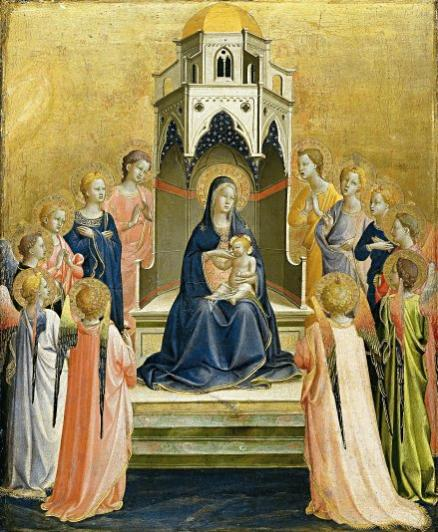
Angelico: Madonna mit zwölf Engeln, um 1425
Das Paradiesgärtlein vom Oberrheinischen Meister, ca. 1410–1420
Lochner: Martyrium des Petrus, um 1435

### Renaissance
Zur Sammlung der italienischen Renaissance zählen unter anderem zwei Weibliche Idealbildnisse von Sandro Botticelli beziehungsweise Bartolomeo Veneto. Die Frauen sind akkurat und fein gemalt und mit einer besonders auffälligen Ausstattung versehen. Trotz der idealisierenden Darstellung wird vermutet, dass reale Frauen als Vorbilder dienten. So ist in Botticellis Gemälde eine Gemme zu sehen, die einer solchen aus der Sammlung der Medici ähnelt. Deshalb wird vermutet, dass es sich um Simonetta Vespucci, die Geliebte Giuliano di Piero de’ Medicis, handelt. Veneto soll sich bei seinem Bild auf die uneheliche Tochter des Papstes, Lucrezia Borgia, bezogen haben. Daneben umfasst der Bestand religiöse Darstellungen, zum Beispiel das Andachtsbild Madonna mit Kind, Johannes dem Täufer und der heiligen Elisabeth, das von Giovanni Bellini und dessen Werkstatt zu Beginn des 16. Jahrhunderts gemalt wurde. Das Bild zeichnet sich dadurch aus, dass alle Blautöne mit dem kostbaren Pigment Ultramarin erzielt wurden. Noch vor dem Jahr 1500 entstand das Gemälde Madonna mit Kind und Johannesknaben von Perugino und Raffael.

Idealbildnis einer jungen Dame als Flora von Bartolomeo Veneto, ca. 1520
Weibliches Idealbildnis (Bildnis der Simonetta Vespucci als Nymphe) von Sandro Botticelli, ca. 1480–1485
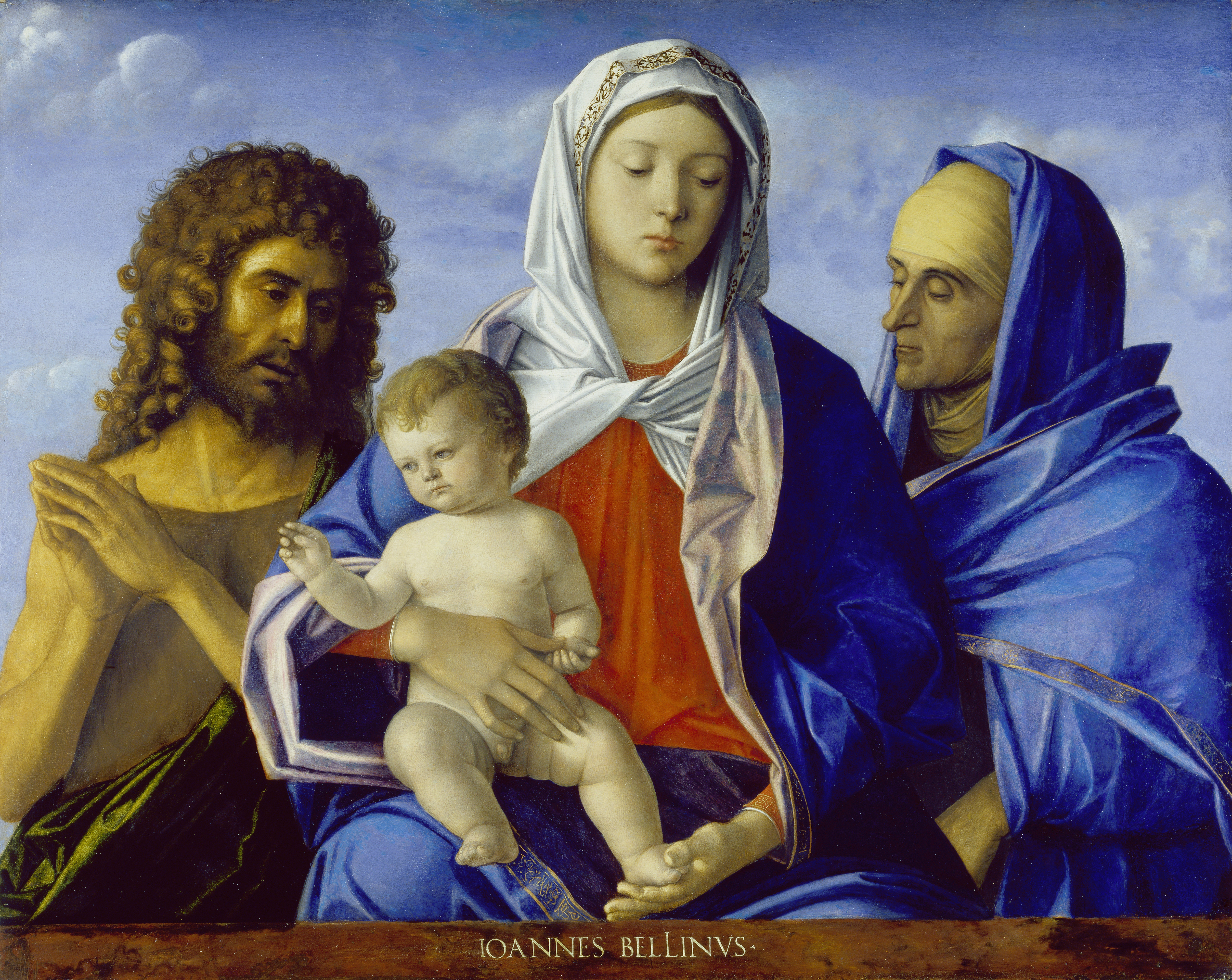
Madonna mit Kind, Johannes dem Täufer und der heiligen Elisabeth von Giovanni Bellini, 1490–1500
Madonna mit Kind und Johannesknaben von Pietro Perugino und Raffael, 1495–1500

Die niederländische Renaissance-Malerei ist unter anderem durch die 1437/1438 entstandene Lucca-Madonna von Jan van Eyck vertreten. Das Bild gehört zu den frühen Ölgemälden und ist einem ab 1420 in den Niederlanden entwickelten Naturalismus zuzuordnen. Ein weiteres religiöses Werk ist das zwischen 1480 und 1490 von Hieronymus Bosch angefertigte Gemälde Ecce Homo, das die Verurteilung Jesu durch die Menge zum Thema hat. Weitere bedeutende Gemälde sind der Gnadenstuhl, die Stillende Gottesmutter und die Heilige Veronika mit dem Schweißtuch des Meisters von Flémalle, die alle um 1430 gemalt wurden. Die sehr detailreich gestalteten Bilder wurden im frühen 20. Jahrhundert Robert Campin zugeschrieben, werden heute aber eher dessen Werkstatt zugeordnet. Mit ihrer überhöhenden Darstellung der Motive sowie der realistischen und detaillierten Wiedergabe gelten die drei Tafeln als Ausnahmearbeiten in der Geschichte der Kunst.

Lucca-Madonna von Jan van Eyck, ca. 1437
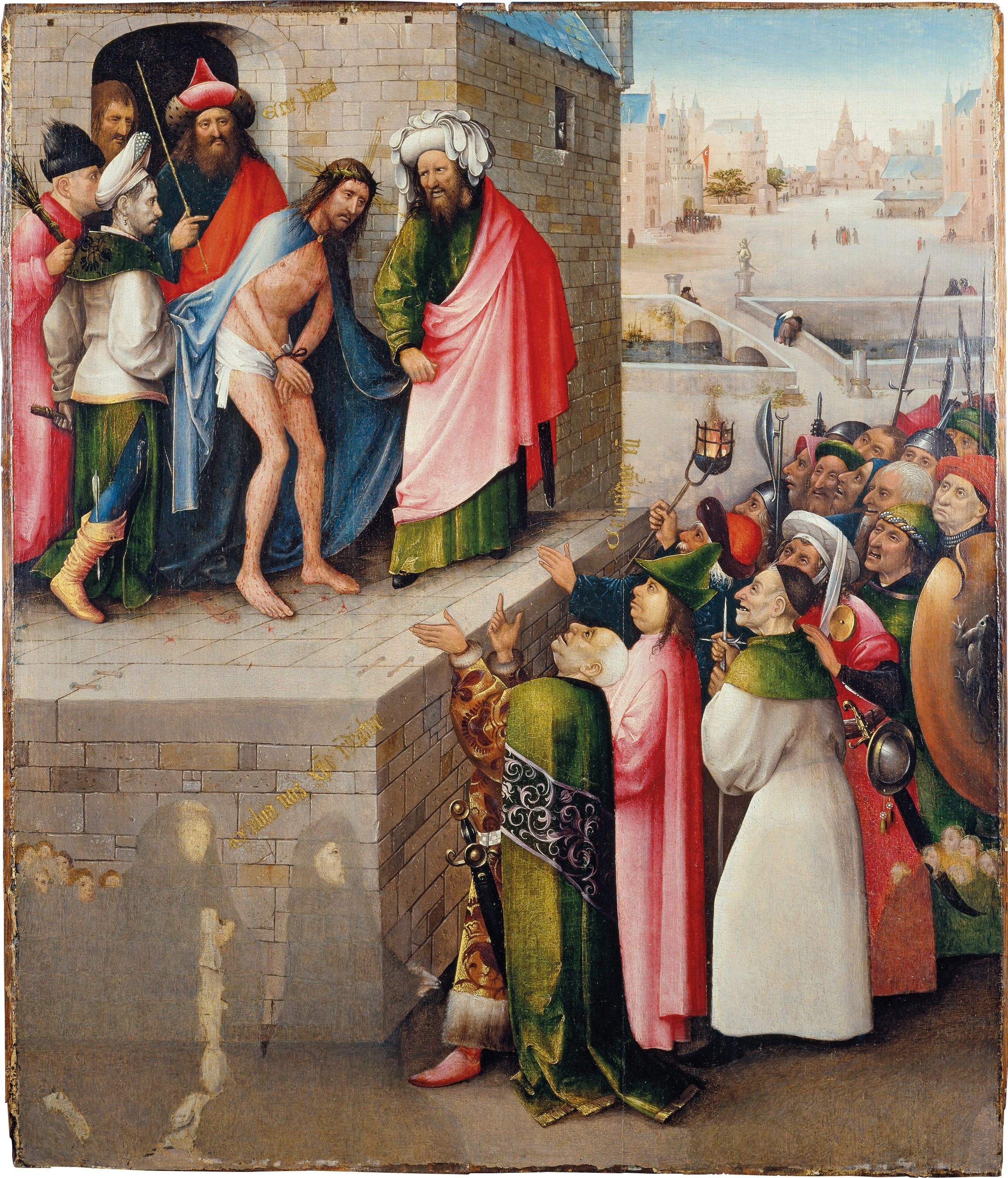
Ecce Homo von Hieronymus Bosch, ca. 1490
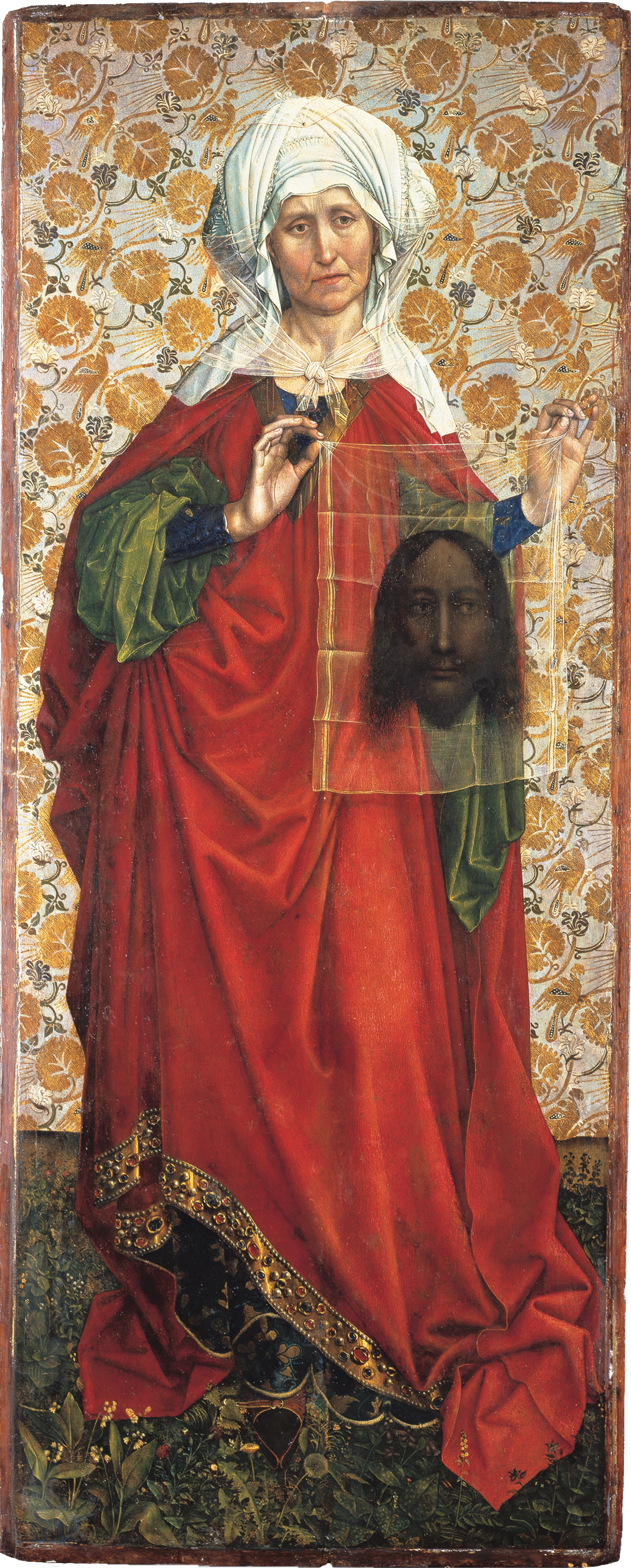
Heilige Veronika vom Meister von Flémalle, ca. 1428–1430

Die Renaissance-Malerei des deutschsprachigen Raums ist durch den Hochaltar der Frankfurter Dominikanerkirche von Hans Holbein dem Älteren repräsentiert; auf der Innenseite findet sich eine Darstellung der Passionsgeschichte. Daneben ist das Bildnis des Simon George of Cornwall, ein Werk von dessen Sohn Hans Holbein der Jüngere zu sehen. Von Lucas Cranach dem Älteren stammen die Venus, eine der antiken Mythologie entlehnten Aktdarstellung, und der Torgauer Altar mit der Heiligen Sippe, auf dem unter anderem auch die beiden Auftraggeber Friedrich der Weise und Johann der Beständige dargestellt sind.

Bildnis des Simon George of Cornwall von Hans Holbein dem Jüngeren, ca. 1535–1540
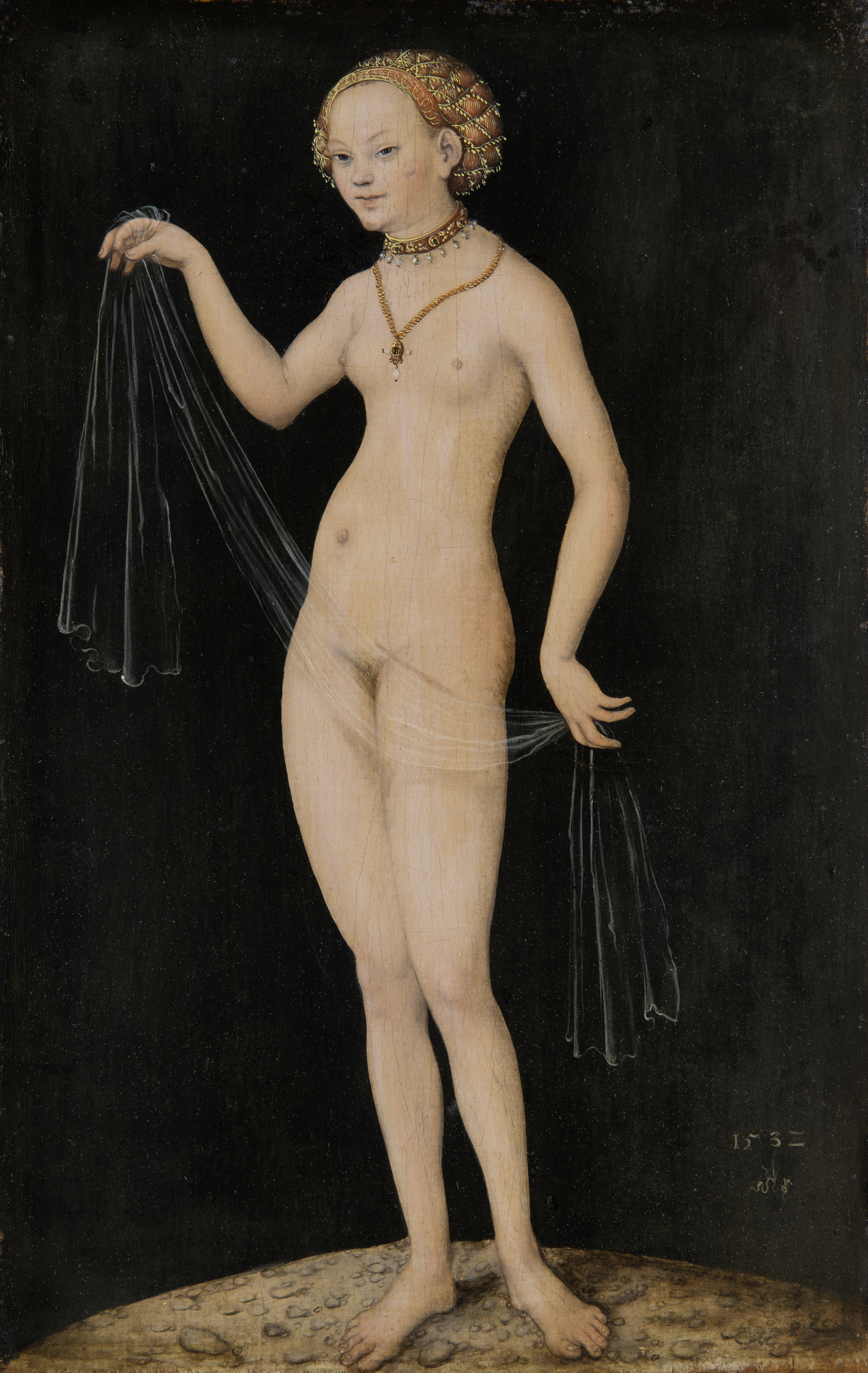
Venus von Lucas Cranach dem Älteren, 1532
Mitteltafel des Torgauer Altars von Lucas Cranach dem Älteren, 1509

### Barock und Rokoko
Im Fundus der Abteilung der italienischen Malerei des Barock ist das Gemälde Venezianische Gaukler vor dem Dogenpalast, das Pietro Longhi zugeschrieben wird, im Städel vertreten. Dieses Bild zeigt das tägliche Leben in Venedig zum Ende des 18. Jahrhunderts. Ein weiteres Bild mit Bezug zu dieser Stadt ist die Vedute Venedig von der Riva degli Schiavoni aus gesehen, das von Giovanni Antonio Canal zwischen 1730 und 1740 gemalt wurde. Dieses Werk gehört zum im 18. Jahrhundert immer populärer werdenden Genre der Stadtansichten. Dabei ist es aber kein exaktes und realitätsgetreues Abbild der Stadt, sondern ein inszeniertes Erinnerungsbild für Besucher Venedigs. Das Gemälde Die Heiligen der Familie Crotta von Giovanni Battista Tiepolo, das um 1750 entstand, verherrlicht die auftraggebende Familie Crotta, die nicht zu den seit langem in Venedig ansässigen Geschlechtern gehörte, und stellt ihre altehrwürdige Abstammung dar. Die Gewitterlandschaft mit Pyramus und Thisbe von Nicolas Poussin aus dem Jahr 1651 ist ein Beispiel für die französische Barockmalerei; es ist das größte Landschaftsgemälde Poussins. Weiterhin ist Antoine Watteaus Die Einschiffung nach Kythera zu sehen. Aufgrund der an eine Bühne erinnernden Komposition sowie der Kleidung der dargestellten Personen wird davon ausgegangen, dass die Komödie Les Trois Cousines von Florent Dancourt als Inspiration diente und sich Watteau somit nicht allein auf die reine Darstellung einer antiken Geschichte beschränkte.

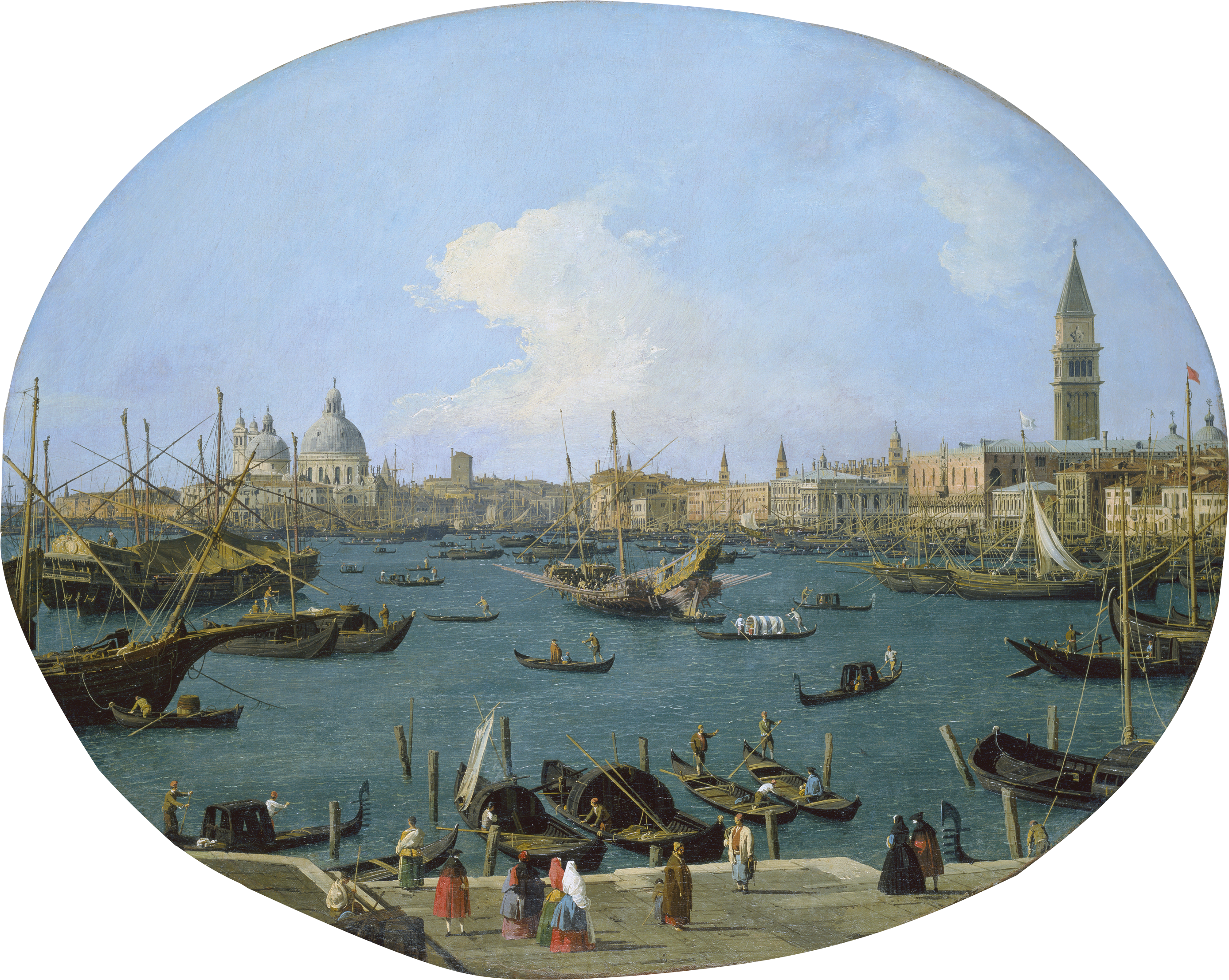
Ansicht des Bacino di San Marco in Venedig von Canaletto (Giovanni Antonio Canal), 1730–1740
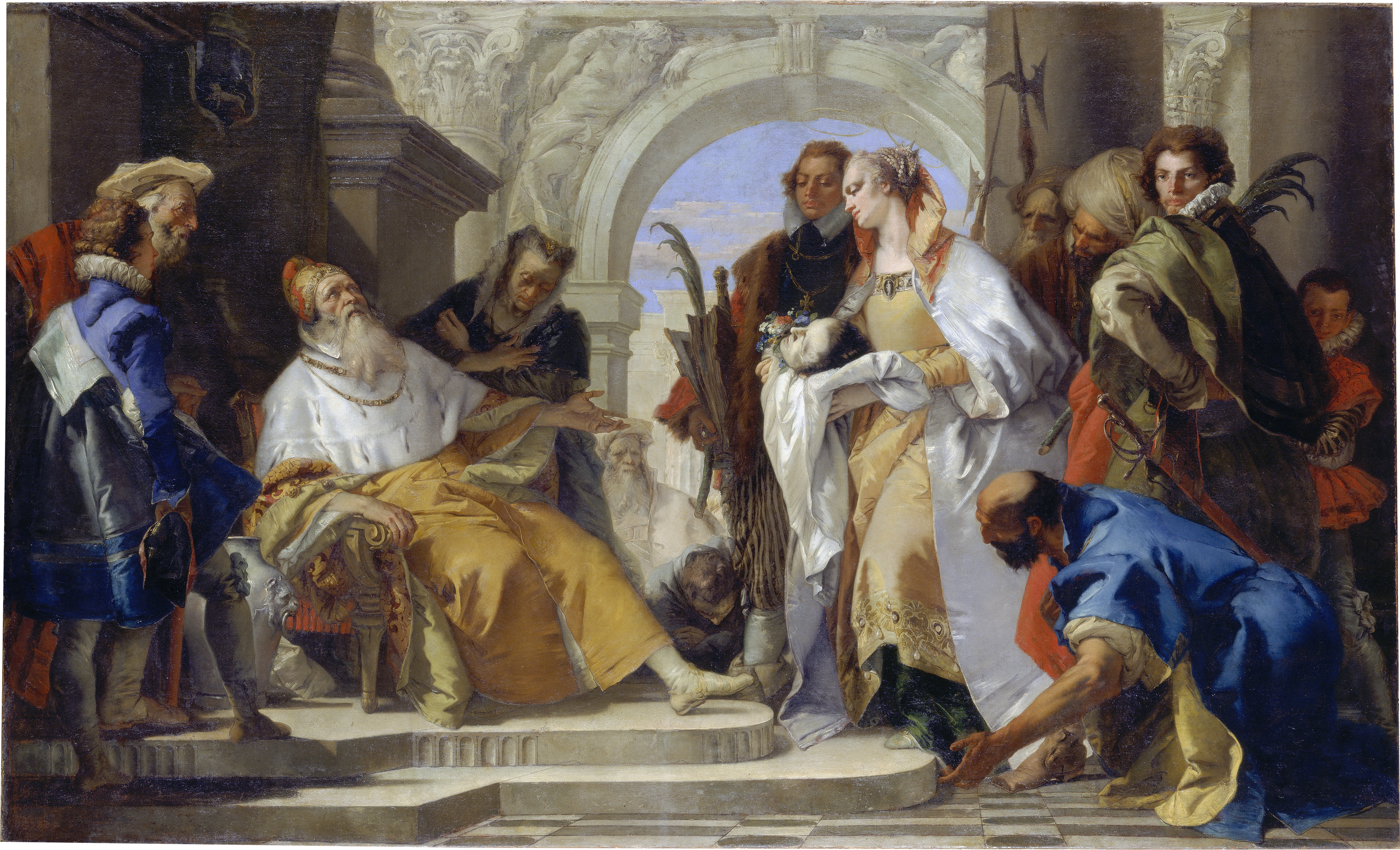
Die Heiligen der Familie Crotta von Giovanni Battista Tiepolo, ca. 1750
Gewitterlandschaft mit Pyramus und Thisbe von Nicolas Poussin, 1651
Die Einschiffung nach Kythera von Antoine Watteau, ca. 1709–1710

Das Städel zeigt zudem einige Meisterwerke der niederländischen Barockmalerei des Goldenen Zeitalters, so etwa Jan Vermeers Gemälde Der Geograph, das 1668/1669 entstand und zu Vermeers Werk Der Astronom ein Pendant bildet. Beide Kunstwerke zeigen einen Wissenschaftler bei seiner Arbeit. Daneben sind die Gemälde David spielt die Harfe vor Saul und Die Blendung Simsons von Rembrandt van Rijn zu sehen. Letzteres zählt heute zu den bedeutendsten Werken Rembrandts. Die Sammlungsbestände zeigen unter der Landschaftsmalerei zudem Jan van Goyens Bild Das Haarlemer Meer, die Stilllebenmalerei neben weiteren Werken das Stillleben mit Früchten, Pastete und Trinkgeschirr von Jan Davidsz. de Heem. Beispiele für die Porträts dieser Epoche sind die beiden ovalen Bildnisse eines Mannes und einer Frau von Frans Hals, die Darstellung eines Bauern zeigt sich im Bild Der bittere Trank von Adriaen Brouwer.

Der Geograf von Johannes Vermeer, 1669
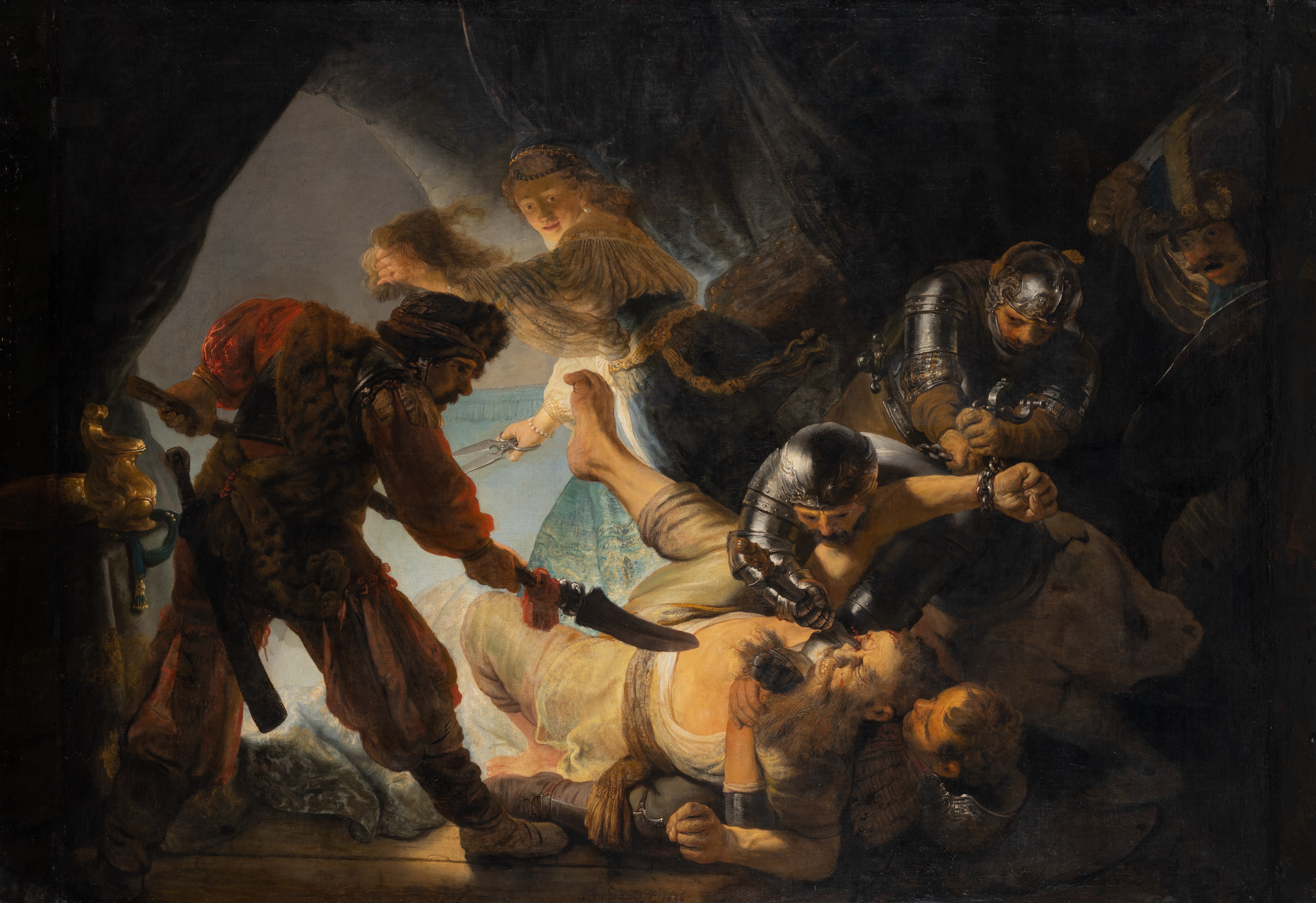
Die Blendung Simsons von Rembrandt Harmensz. van Rijn, 1636
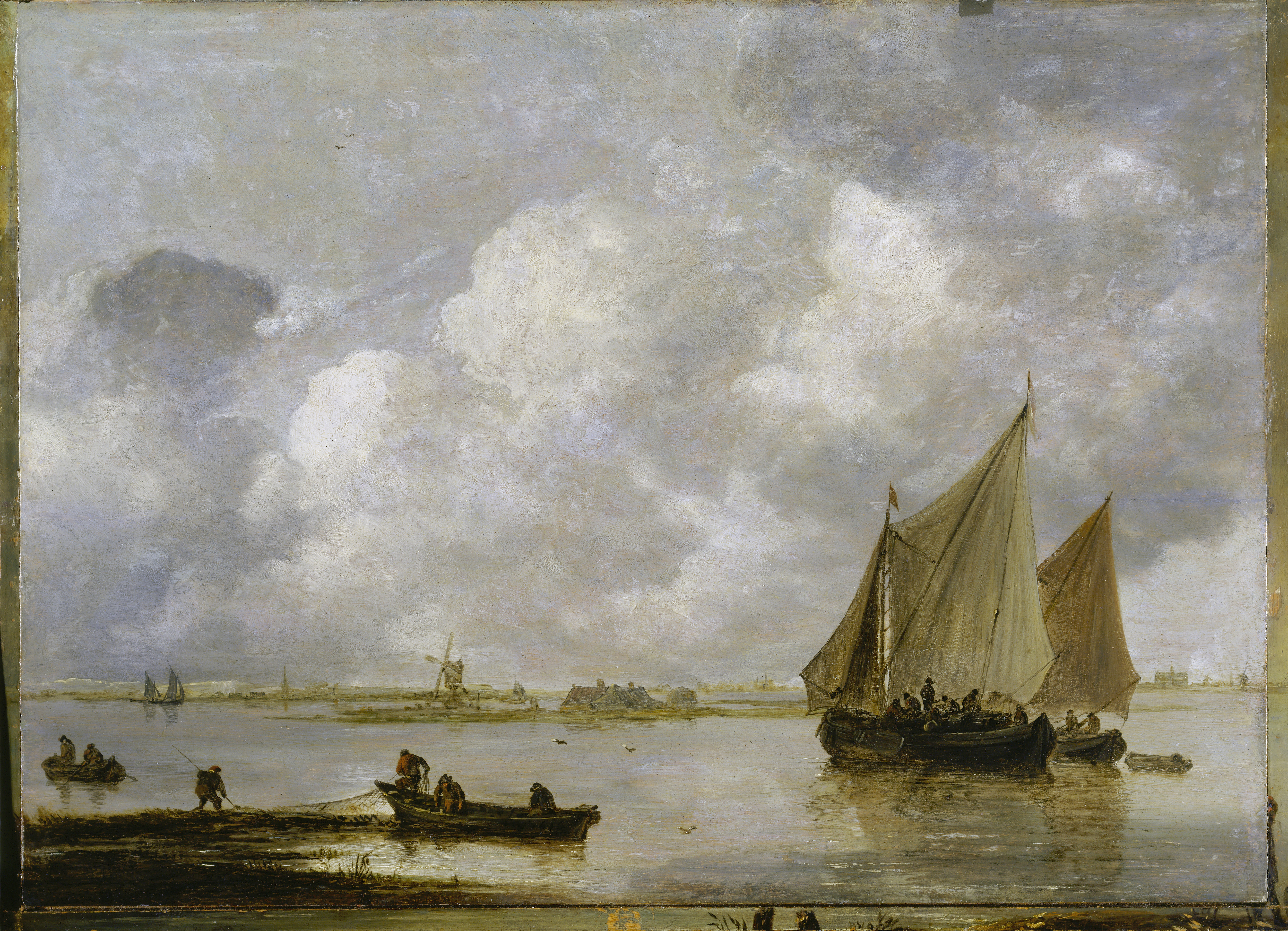
Das Haarlemer Meer von Jan van Goyen, 1656
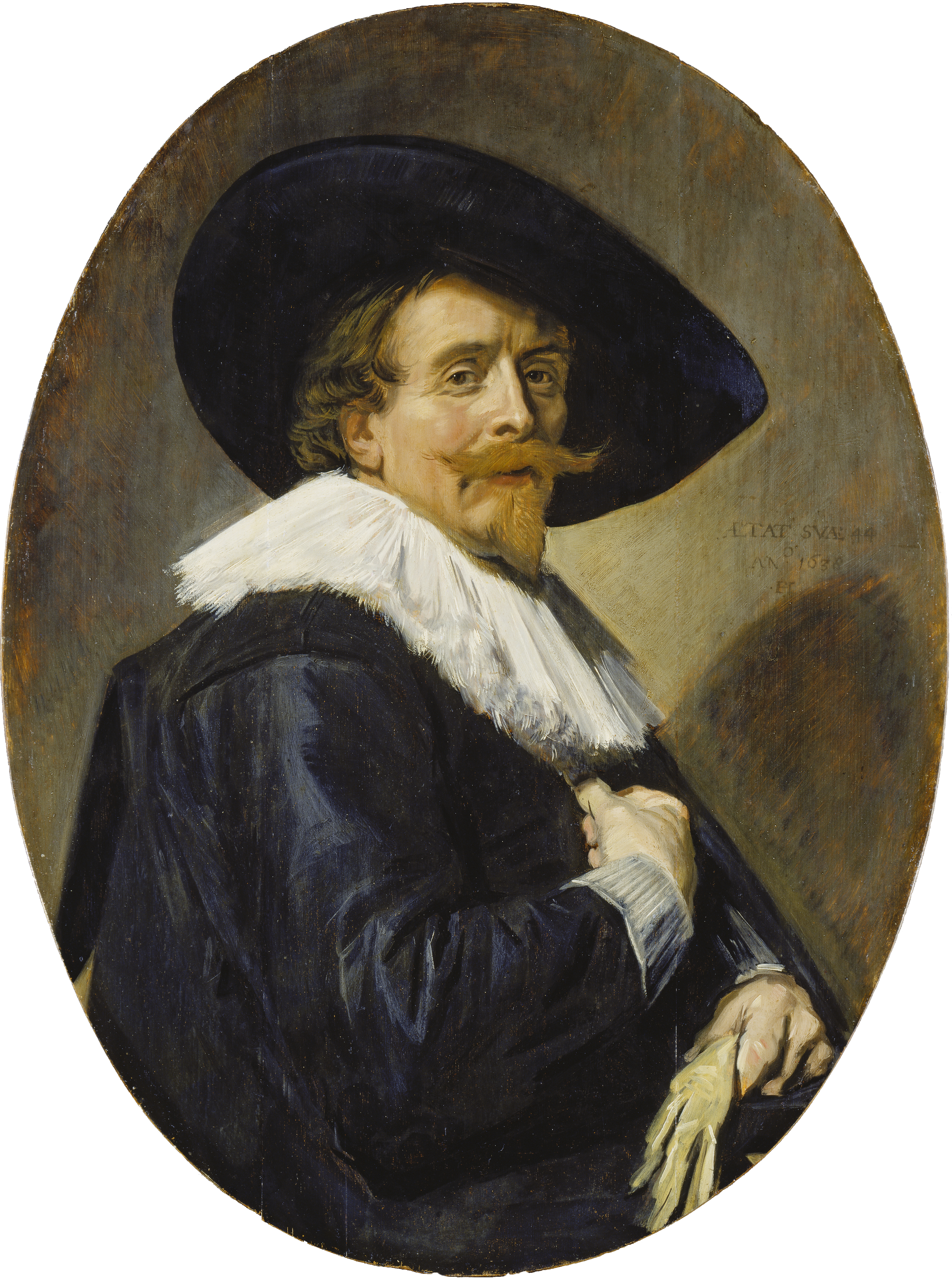
Bildnis eines Mannes von Frans Hals, 1638

Ein Vertreter der deutschen Malerei dieser Epoche ist Adam Elsheimer mit dem Frankfurter Kreuzaltar, der zwischen 1605 und 1609 angefertigt wurde. Die Mitteltafel dieses Altars zeigt Die Verherrlichung des Kreuzes und ist von Tafeln umgeben, die die Kreuzlegende darstellen. Mit dem Stillleben mit Brot und Zuckerwerk gehört ein Mahlzeitenbild von Georg Flegel dem Städel. Flegel ist bekannt für diese Untergattung des Stilllebens, mit der er großen Erfolg hatte. Mit Blick auf St. Peter in Rom ist ein Landschaftsgemälde Jakob Philipp Hackerts, in dem er eine ideale Landschaftsdarstellung mit romantischen Elementen verknüpfte, Bestandteil der Sammlung. Ein besonders bedeutendes Werk ist Goethe in der Campagna von Johann Heinrich Wilhelm Tischbein, das als bekanntestes Bild dieses Malers gilt.

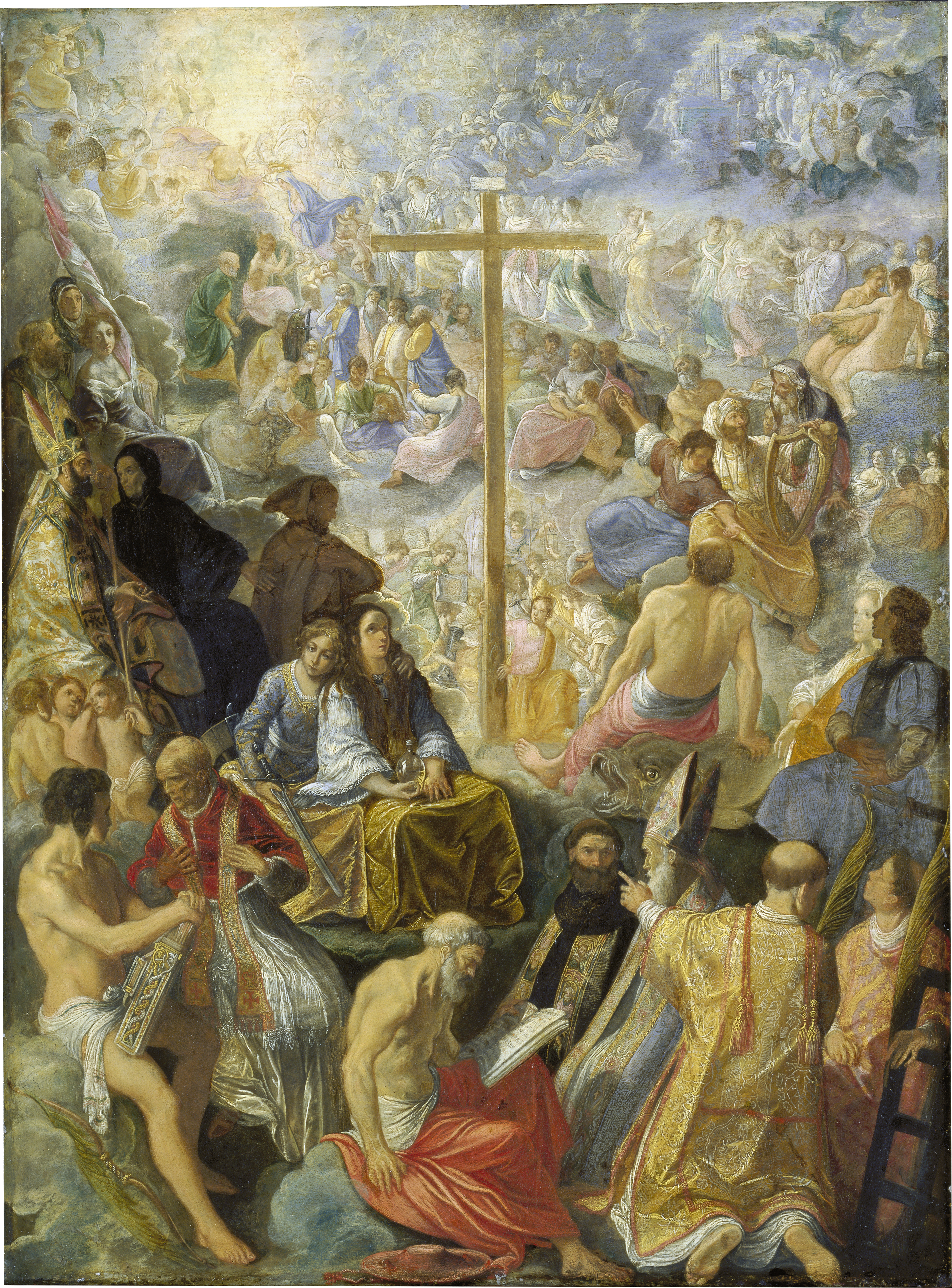
Die Verherrlichung des Kreuzes von Adam Elsheimer, ca. 1603–1605
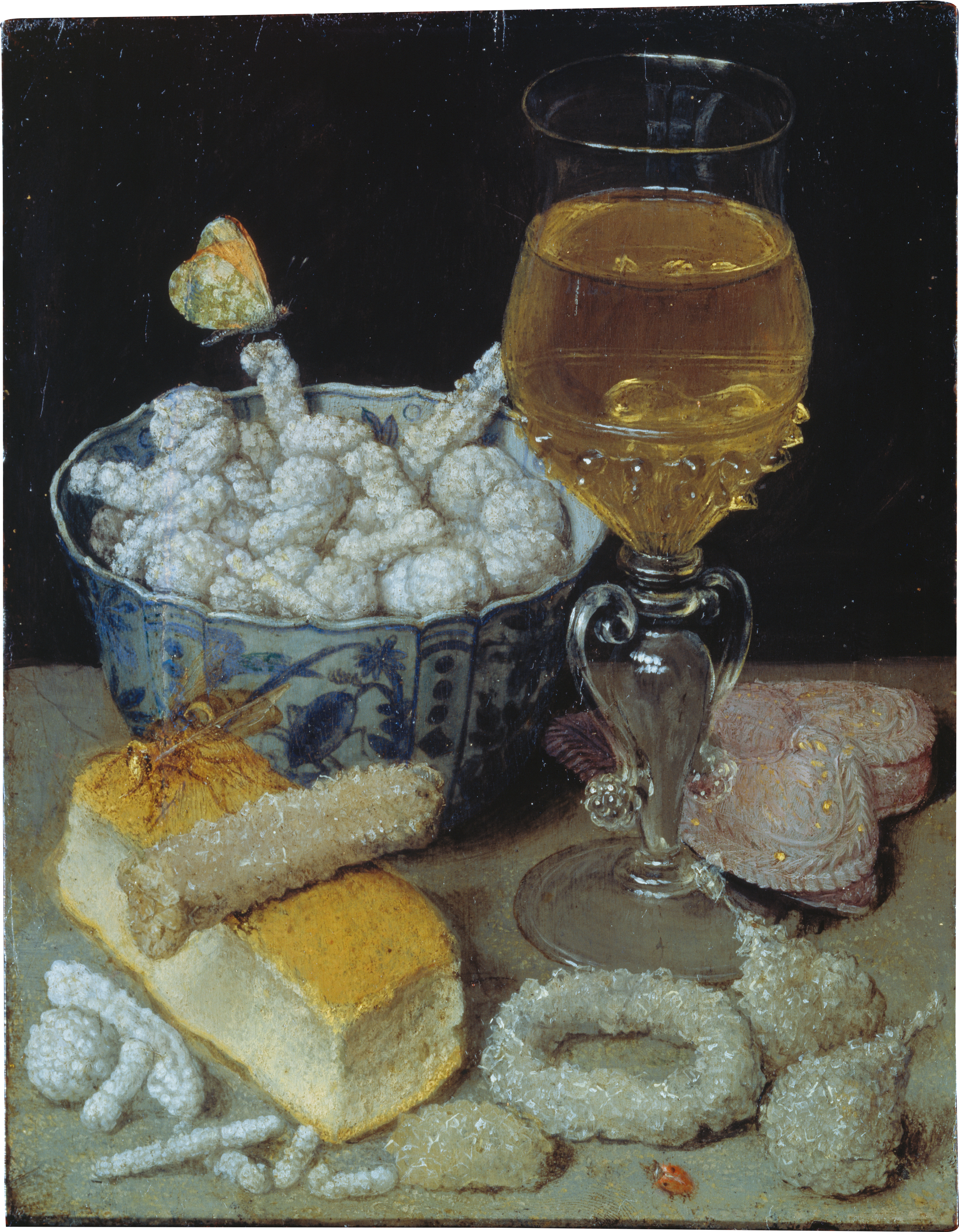
Stillleben mit Brot und Zuckerwerk von Georg Flegel, ca. 1633–1636
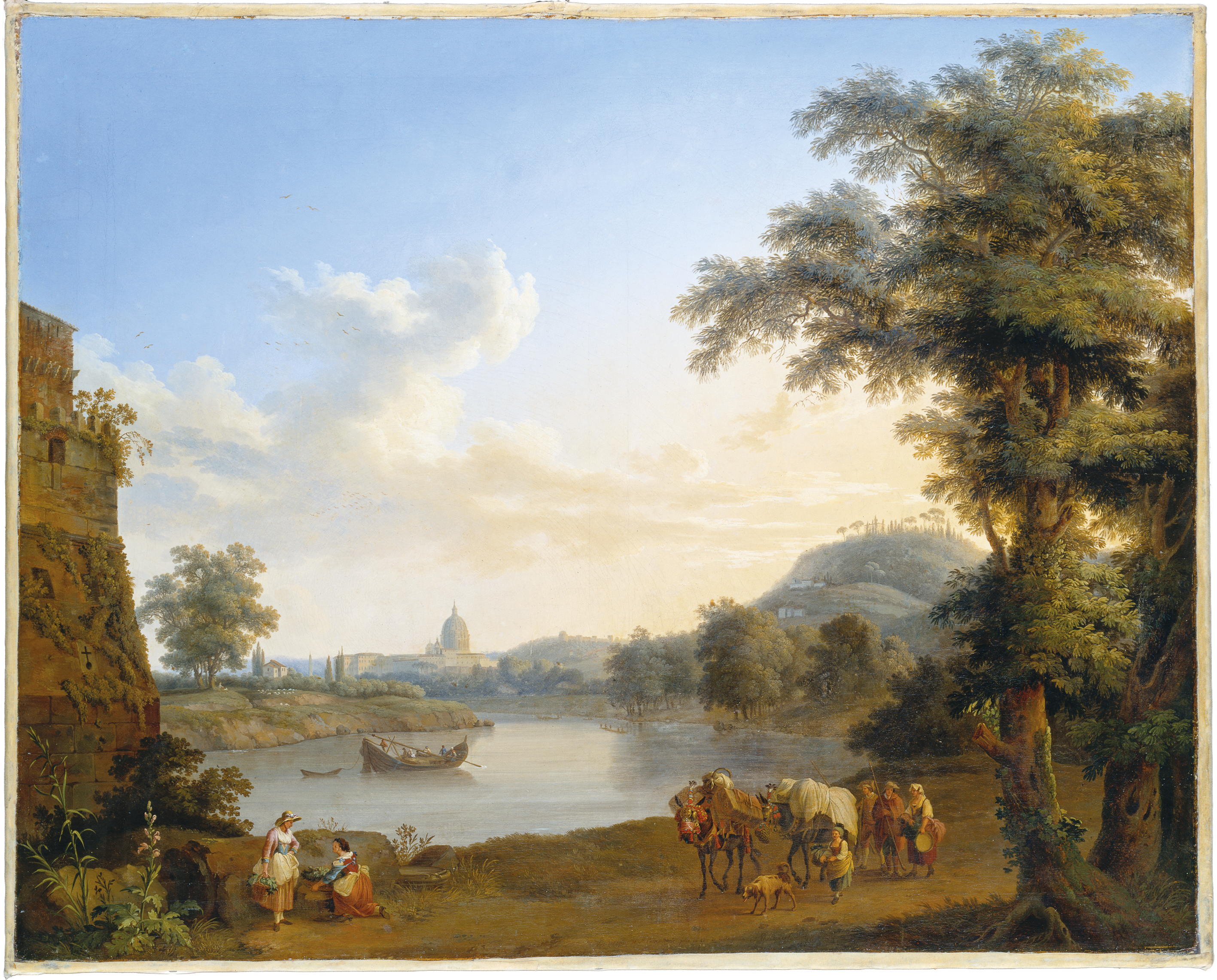
Blick auf Sankt Peter in Rom von Jakob Philipp Hackert, 1774
Goethe in der römischen Campagna von Johann Heinrich Wilhelm Tischbein, 1787

### 19. Jahrhundert
Von den Beständen der französischen Malerei des 19. Jahrhunderts des Städels sind zum Beispiel die Werke Fantasia arabe von Eugène Delacroix, der Blick auf Marino in den Albaner Bergen von Jean-Baptiste Camille Corot und Die Welle von Gustave Courbet zu nennen, außerdem mit Französischer Obstgarten zur Erntezeit eine Landschaft Charles-François Daubignys. Ein für Frankfurt besonders bedeutendes Werk ist die Stadtansicht Blick auf Frankfurt am Main mit der Alten Brücke von Sachsenhausen her von Courbet, der mit seinem Aufenthalt in der Stadt dem dortigen künstlerischen Umfeld Impulse gab. Gemälde des Impressionismus im Städel sind ferner Häuser am Ufer der Zaan und Das Frühstück (Le Déjeuner) von Claude Monet, Die Krocketpartie von Édouard Manet, Orchestermusiker von Edgar Degas und Am Ende des Frühstücks von Pierre-Auguste Renoir. Odilon Redon mit dem Bild Christus und die Samariterin ist dagegen ein Vertreter des Symbolismus.

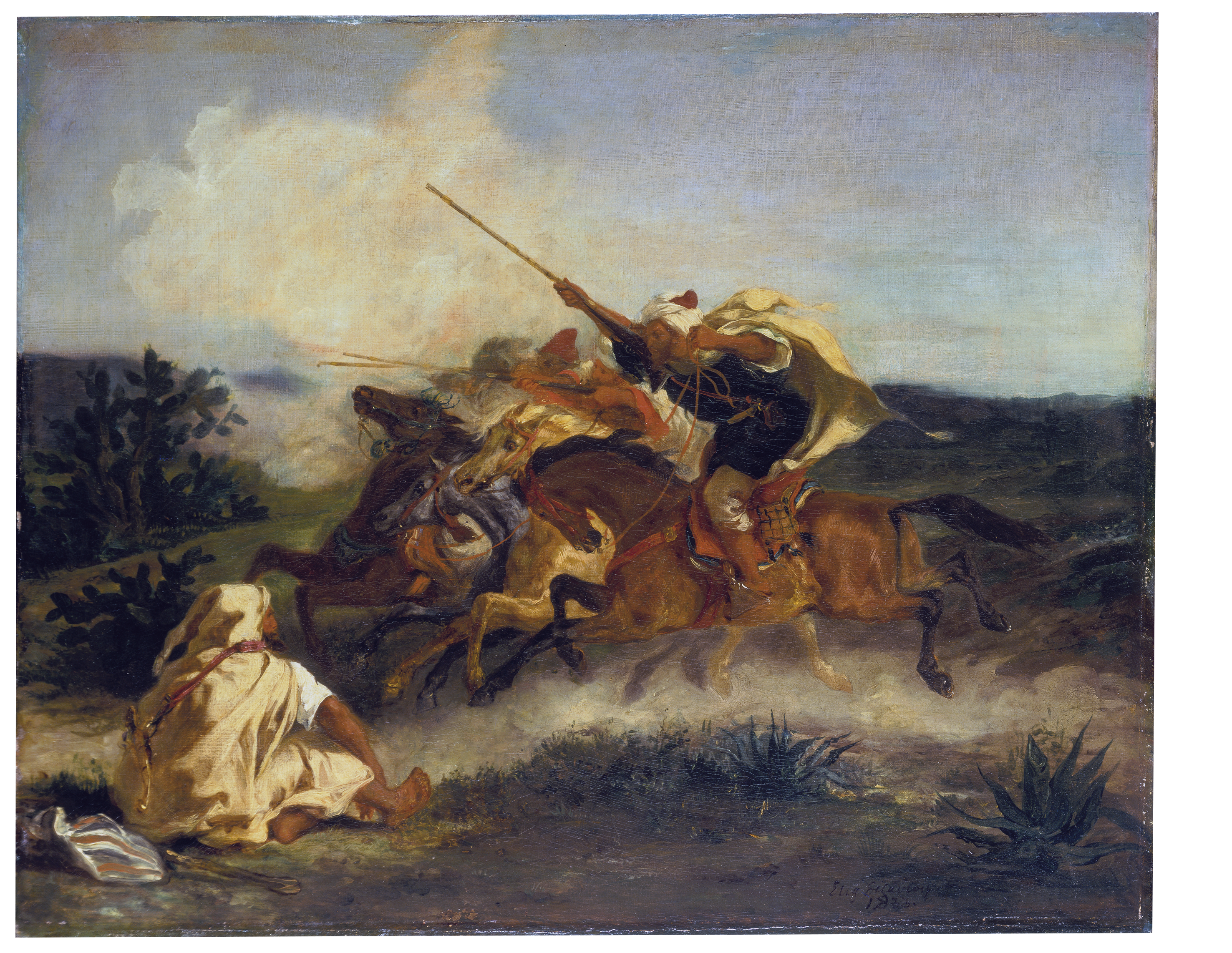
Fantasia arabe von Eugène Delacroix, 1833
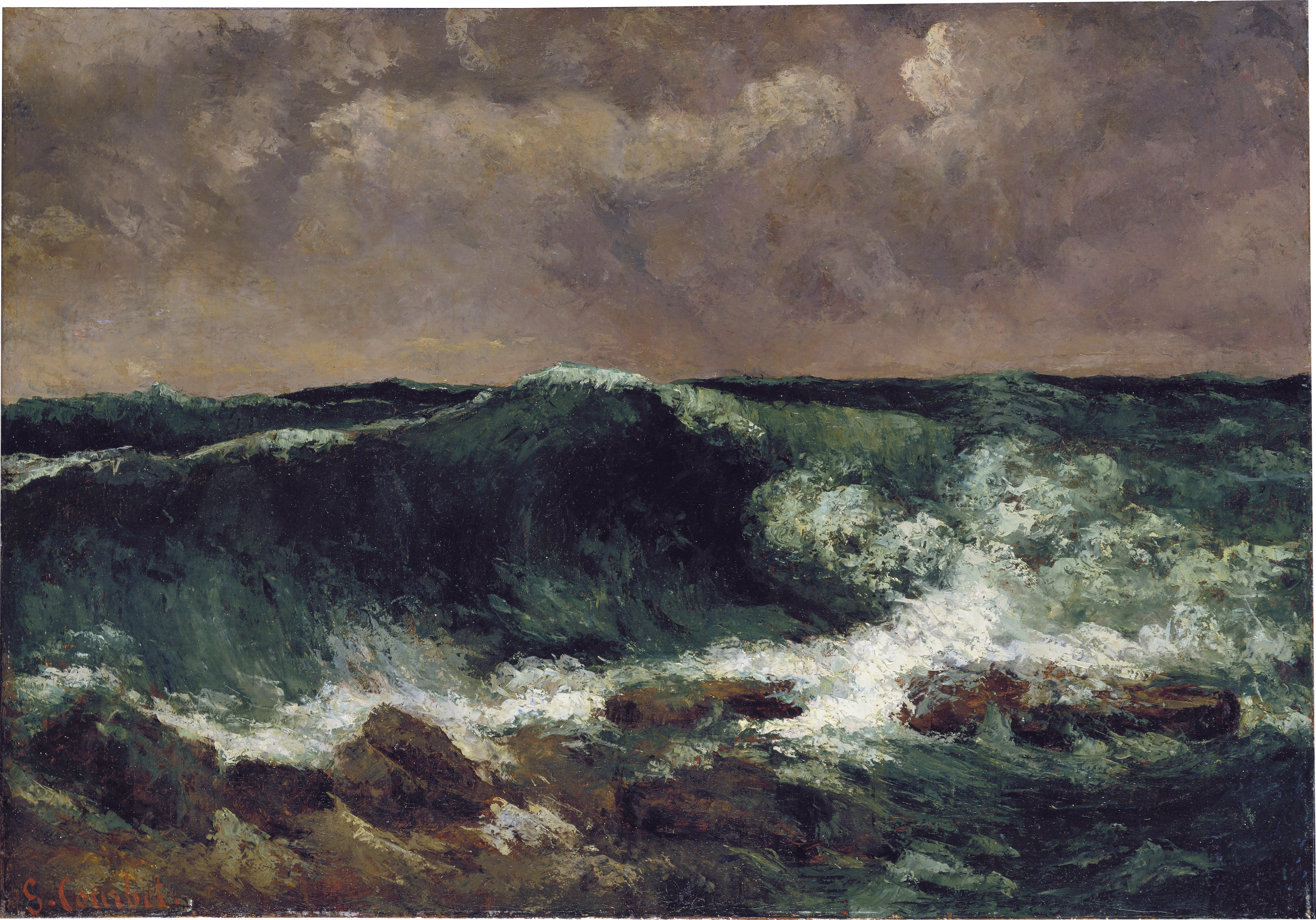
Die Woge von Gustave Courbet, 1869
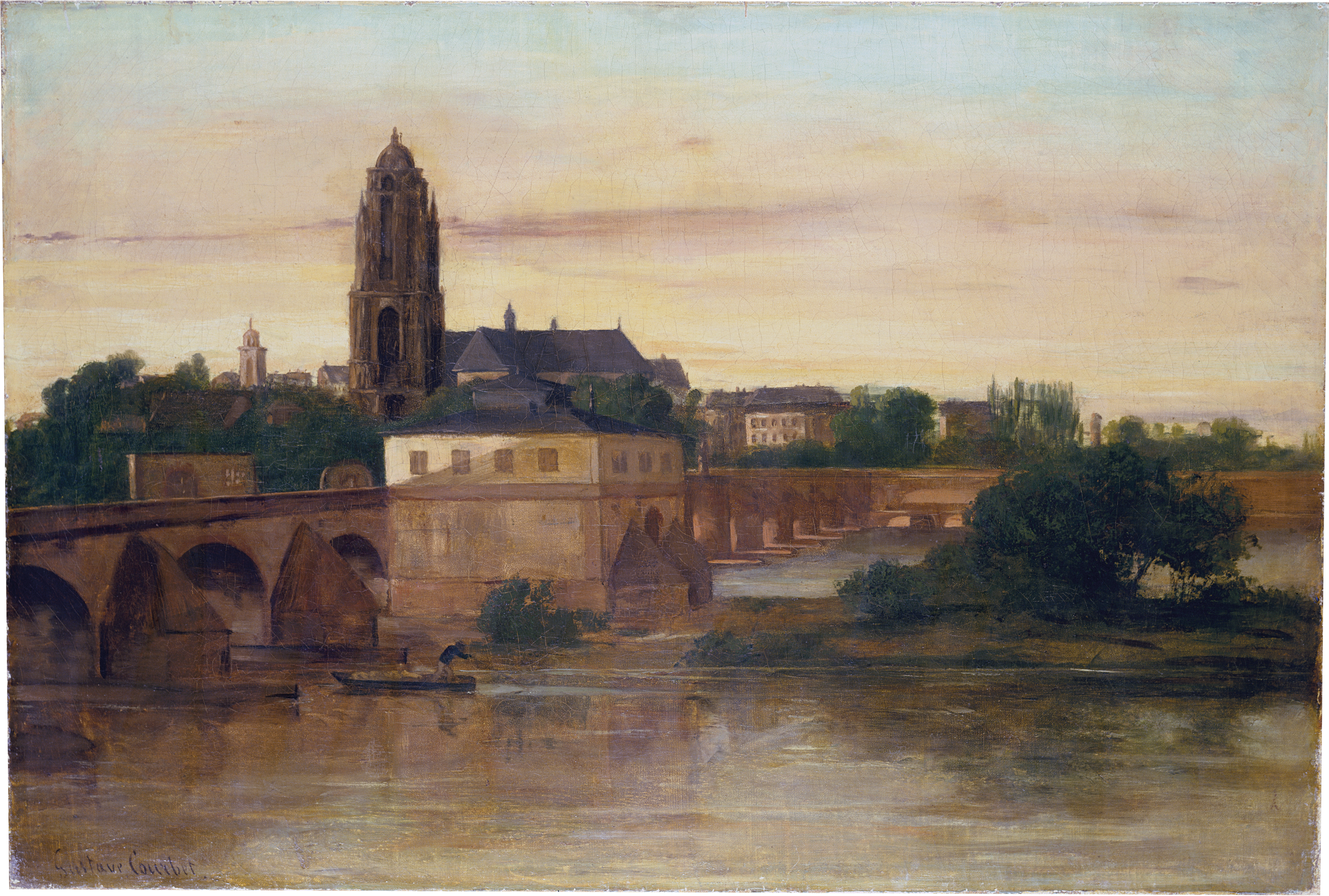
Blick auf Frankfurt am Main mit der Alten Brücke von Sachsenhausen her von Gustave Courbet, 1858
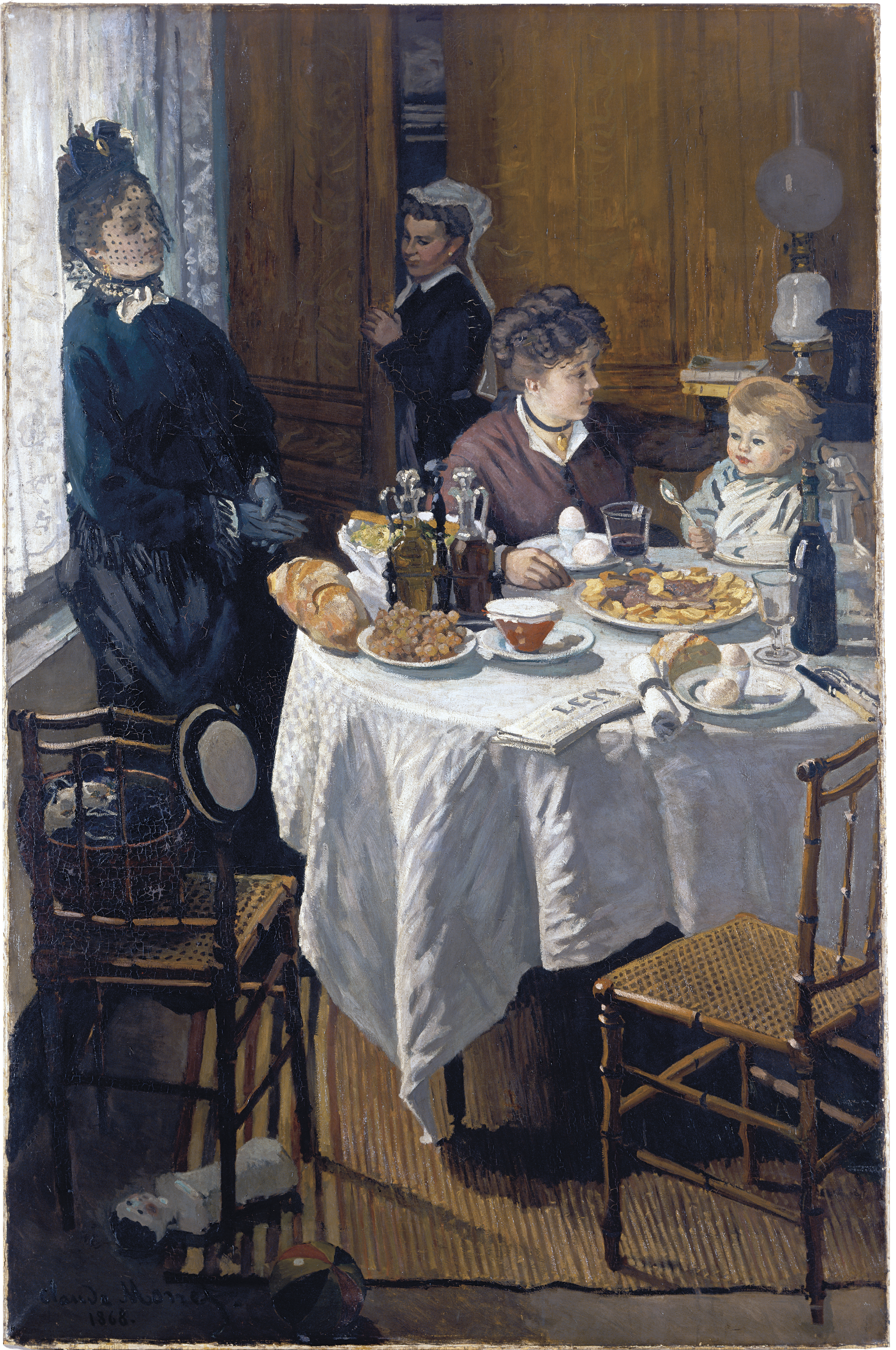
Das Mittagessen von Claude Monet, 1868–1869

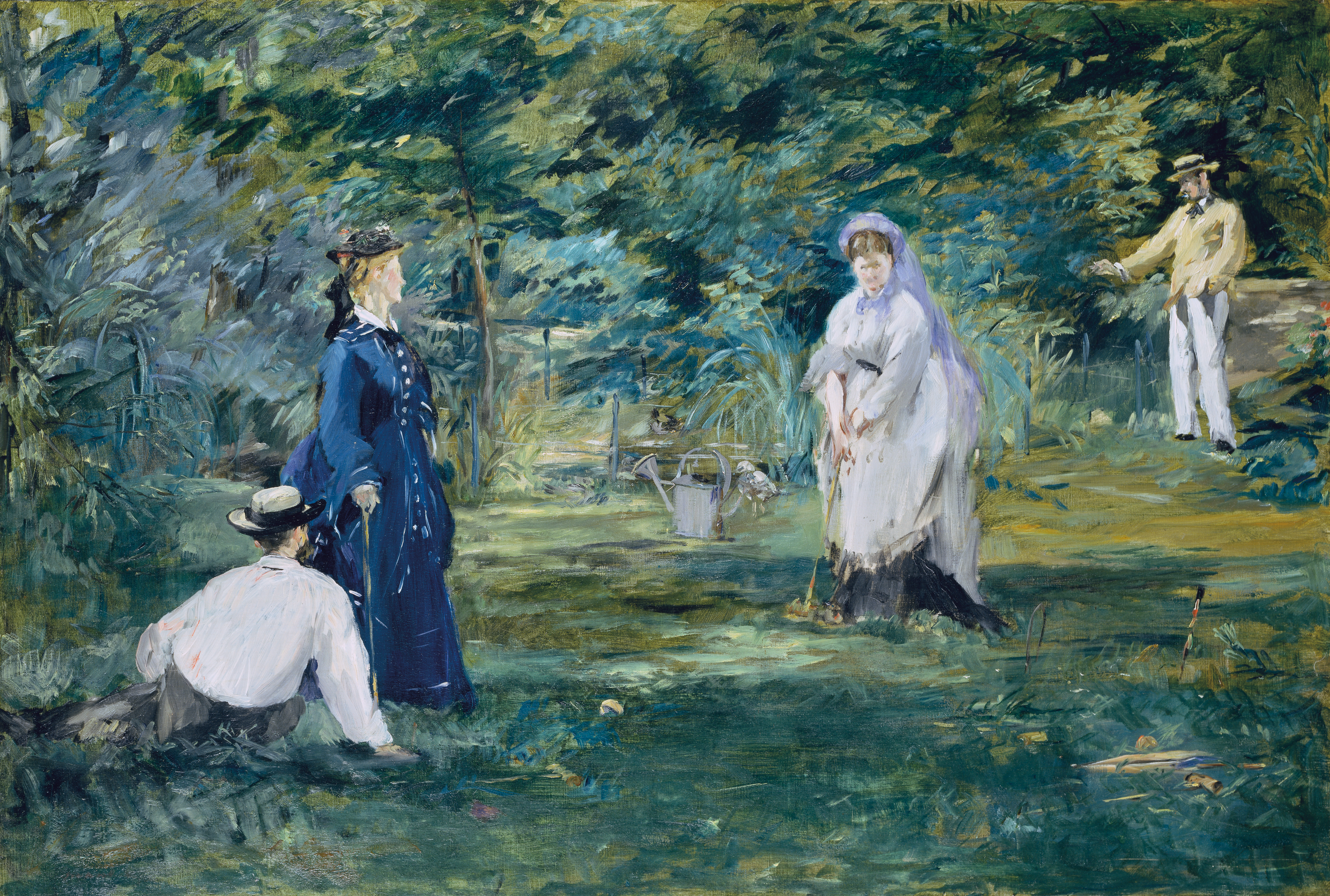
Die Krocketpartie von Édouard Manet, 1873
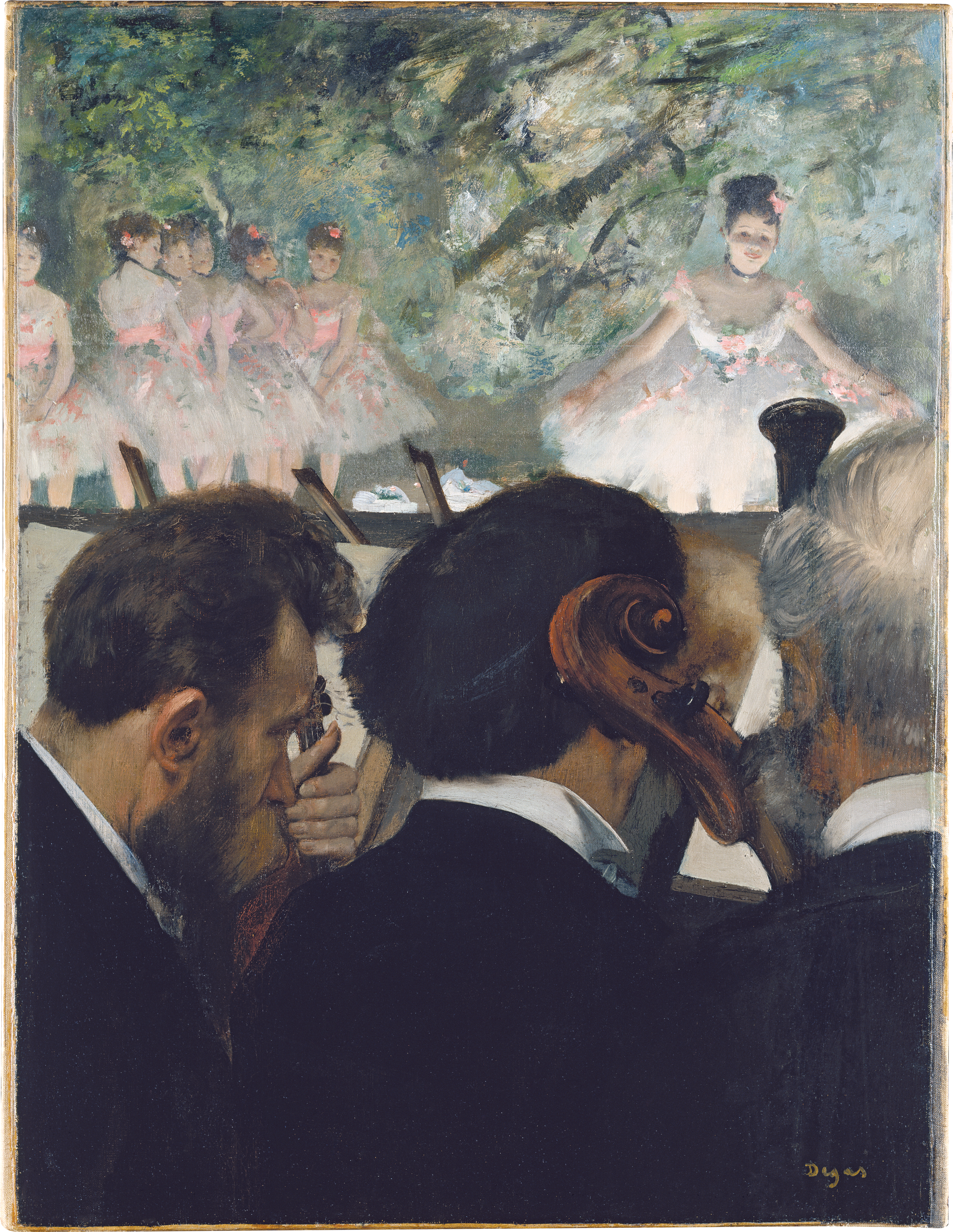
Die Orchestermusiker von Edgar Degas, 1872 (1874–1876)
Nach dem Mittagessen (La fin du déjeuner) von Pierre-Auguste Renoir, 1879

Die deutsche Kunst dieser Zeit ist neben Werken anderer Maler durch das Bild Die tausendjährige Eiche von Carl Friedrich Lessing, die Landschaft mit dem Rosenberg in der böhmischen Schweiz von Caspar David Friedrich und das Gemälde Rosenduft-Erinnerung von Carl Spitzweg vertreten. Dem Städel gehört außerdem Max Liebermanns 1881/1882 gemaltes Bild Der Hof des Waisenhauses in Amsterdam (Freistunde im Amsterdamer Waisenhaus), das 1900 entgegen der weit verbreiteten kritischen Position gegenüber dem Impressionismus erworben wurde. Es wurde von Liebermann infolge seiner Hollandreise angefertigt, auf der er sich intensiv mit der Darstellung der Lichtsituation beschäftigt hatte, ebenso als weiteren Vertreter der Berliner Secession den Papageienwärter von Paul Klimsch von 1901. Das Gemälde Villa am Meer, welches zwischen 1871 und 1874 von dem Schweizer Maler Arnold Böcklin gemalt wurde, zeigt eine symbolische Art der Bildsprache. Diesem romantischen Symbolismus ist ebenfalls Giovanni Segantinis Bild Auf dem Schafberg bei Pontresina (Alpenlandschaft bei Sonnenuntergang) aus dem Jahr 1898 zuzuordnen.

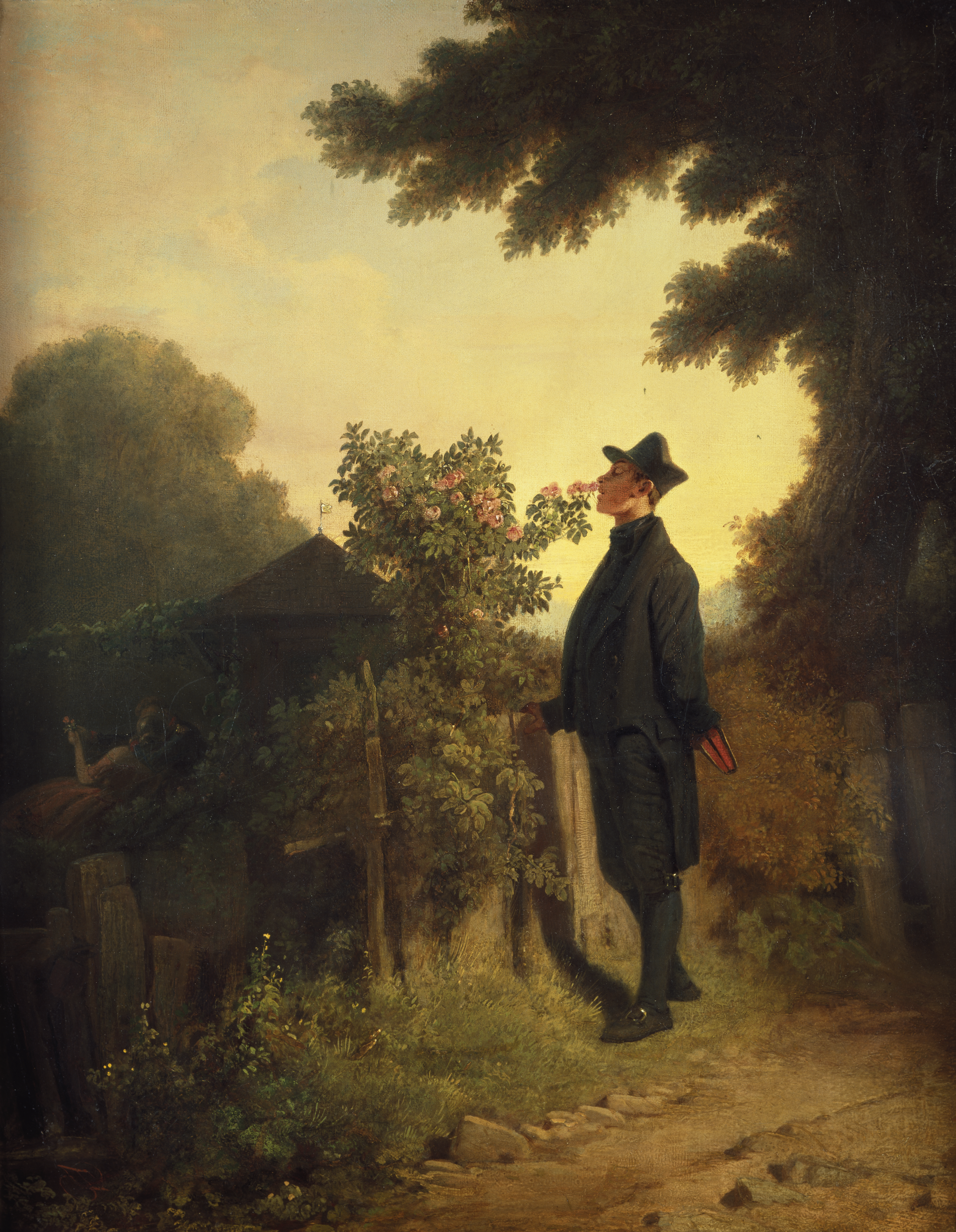
Der Rosenfreund von Carl Spitzweg, ca. 1847–1850
Der Hof des Waisenhauses in Amsterdam (Freistunde im Amsterdamer Waisenhaus) von Max Liebermann, 1881–1882
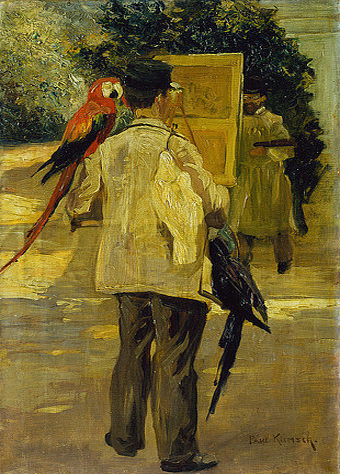
Der Papageienwärter von Paul Klimsch, 1901

### Moderne
Die Abteilung Moderne Kunst zeigt Werke aller bedeutenden Stilrichtungen. So ist etwa Pablo Picassos Gemälde Bildnis der Fernande Olivier aus dem Jahr 1909 ein Beispiel für den Kubismus. Das Bild Stillleben (Fleurs et céramique: Les capucines) von Henri Matisse, das zwischen 1911 und 1913 gemalt wurde, stammt dagegen aus dessen künstlerischer Phase nach dem Fauvismus. Weiterhin ist der Expressionismus umfassend in der Sammlung vertreten. Neben dem Gemälde Eifersucht von Edvard Munch, der als einer der Wegbereiter dieser Kunstrichtung gilt, zählen dazu vor allem die Werke der bedeutenden Künstlergruppen Brücke und Der Blaue Reiter. Ernst Ludwig Kirchners Akt mit Hut und Varieté (Englisches Tanzpaar), Erich Heckels Holsteinische Landschaft, Franz Marcs Liegender Hund im Schnee und Emil Noldes Meer sind als Beispiele zu nennen. Weiterhin gehören Die Synagoge in Frankfurt am Main, Stillleben mit Saxophon und Selbstbildnis mit Sektglas von Max Beckmann sowie Zwei Mädchen von August Macke zum Bestand.

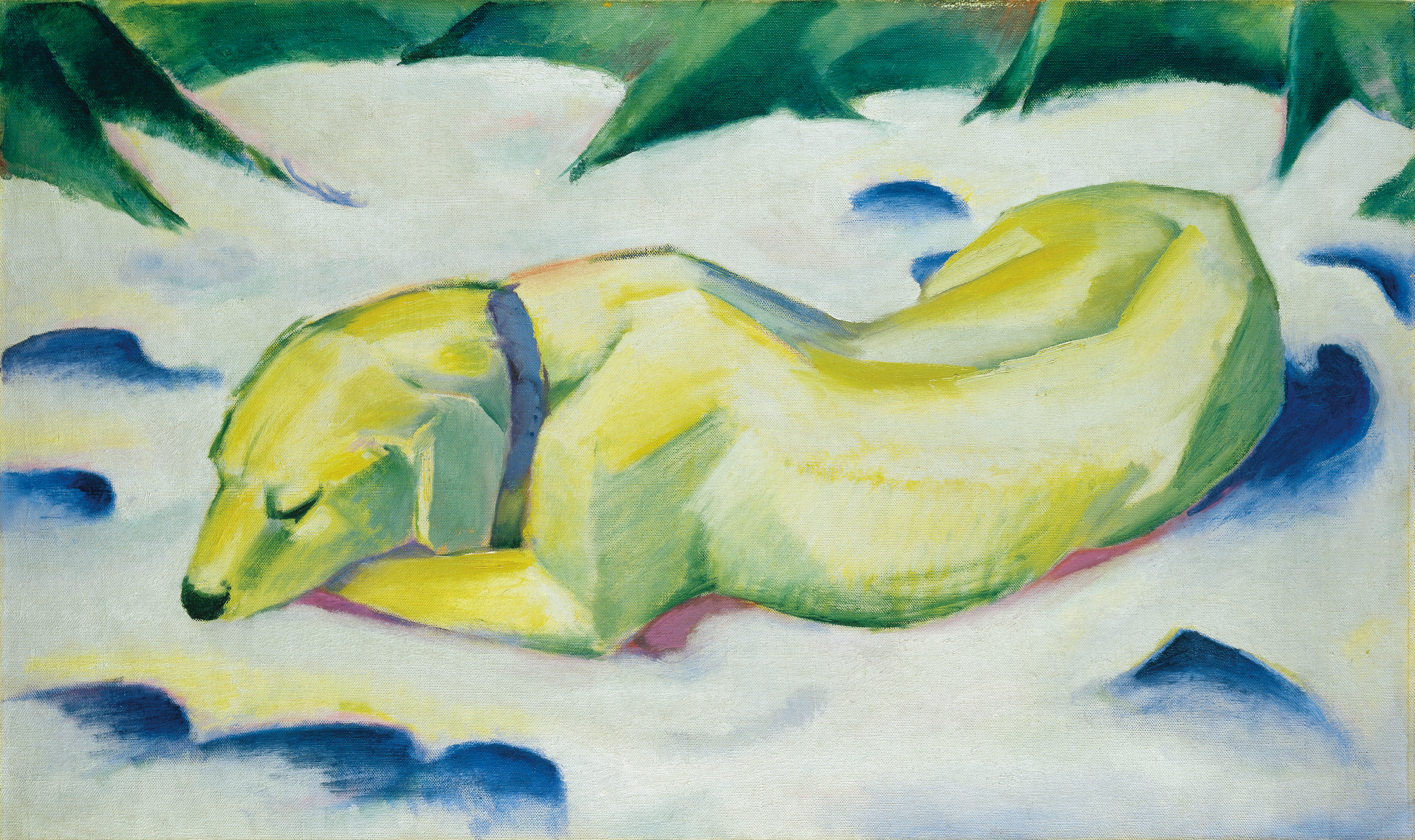
Liegender Hund im Schnee von Franz Marc, ca. 1911
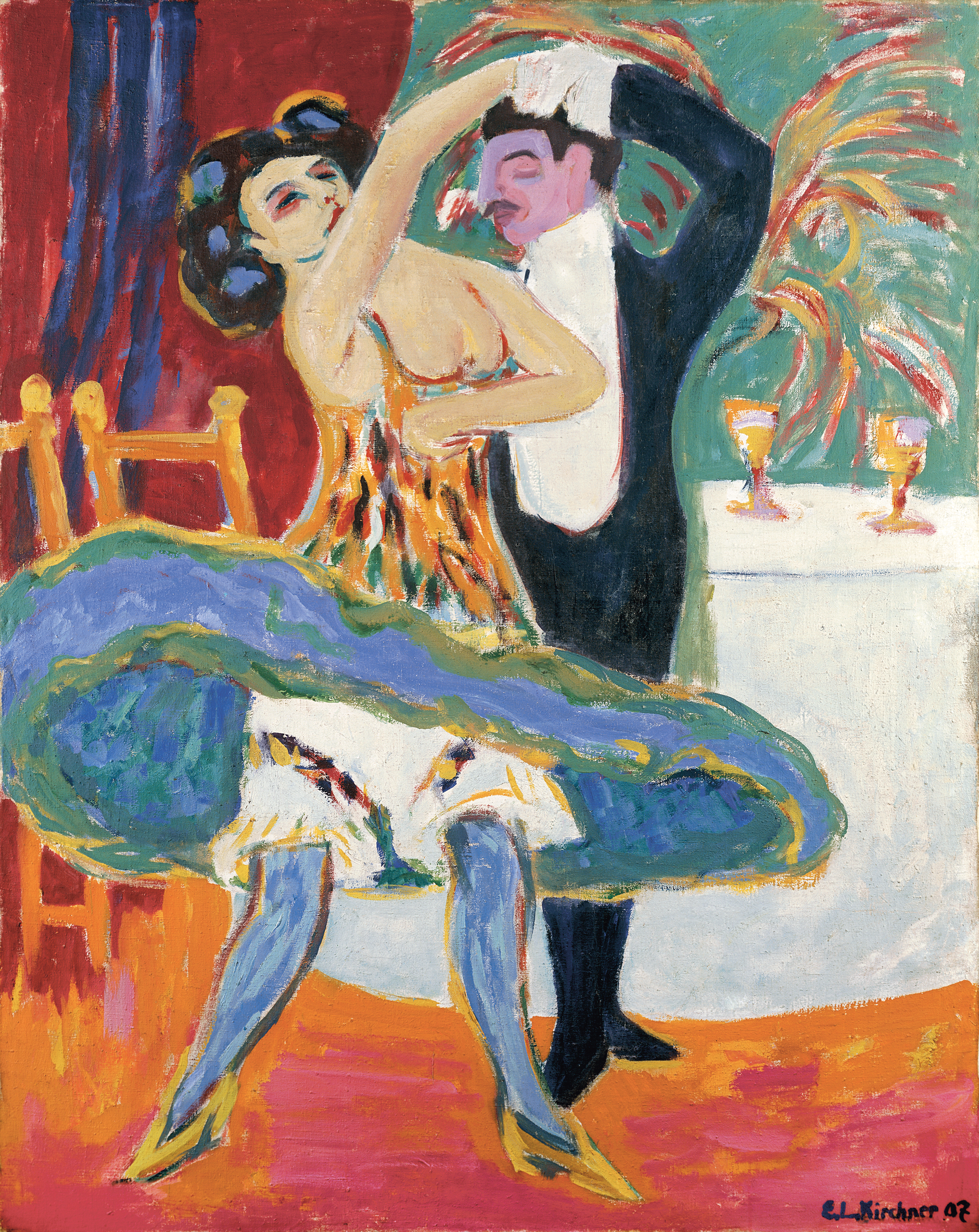
Varieté; Englisches Tanzpaar von Ernst Ludwig Kirchner, ca. 1909 (1926)
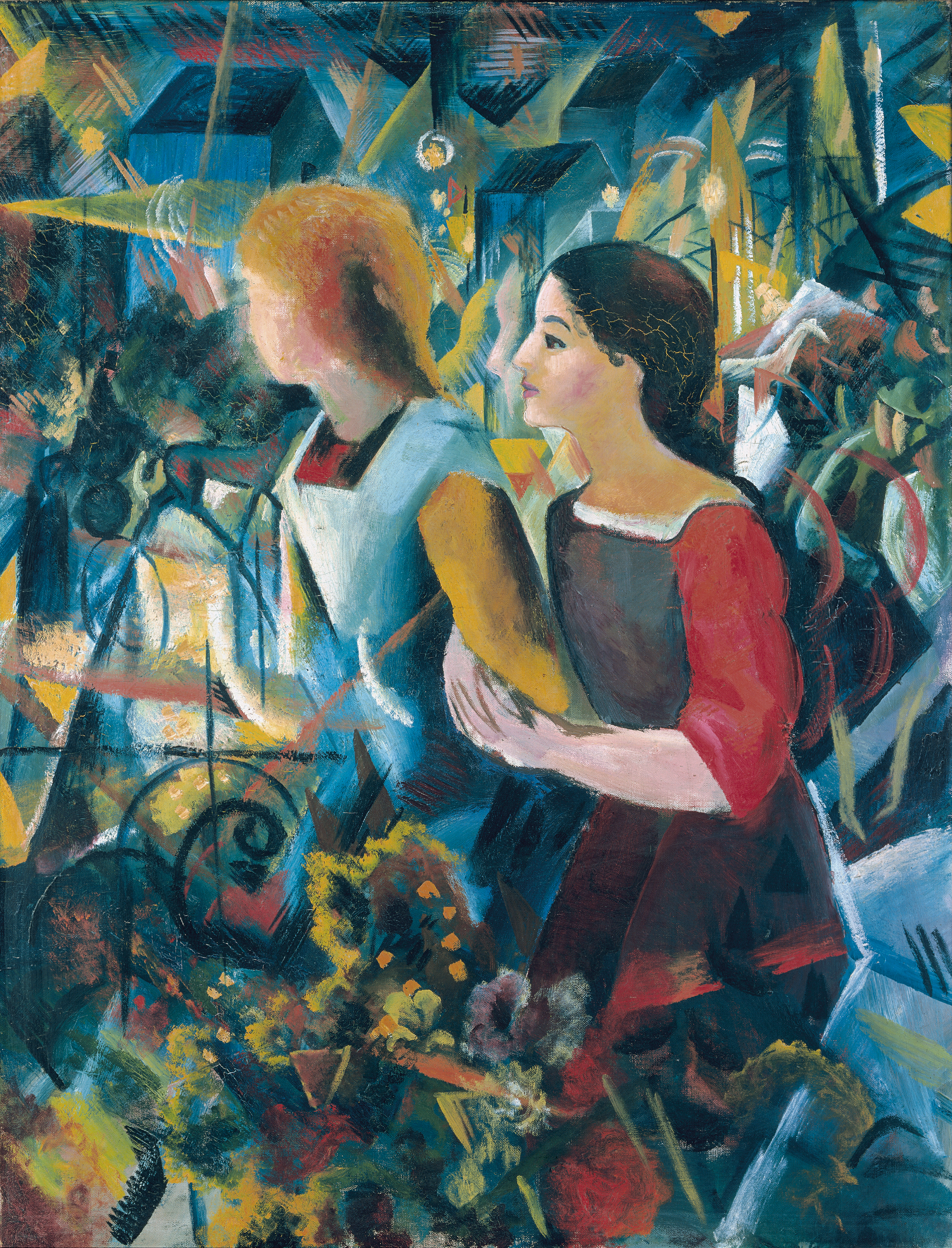
Zwei Mädchen von August Macke, 1913
Selbstbildnis mit Sektglas von Max Beckmann, 1919

Die Sammlung umfasst mit dem Gemälde Die Familie des Künstlers von Otto Dix, in dem er das Motiv der Heiligen Familie ironisch rezipiert, zudem die Neue Sachlichkeit. Mit dem Bild Aquis submersus von Max Ernst ist der Surrealismus vertreten. Beispiele für den Stil des Bauhauses sind Halbfigur nach links von Oskar Schlemmer sowie Werke Paul Klees.

### Gegenwartskunst

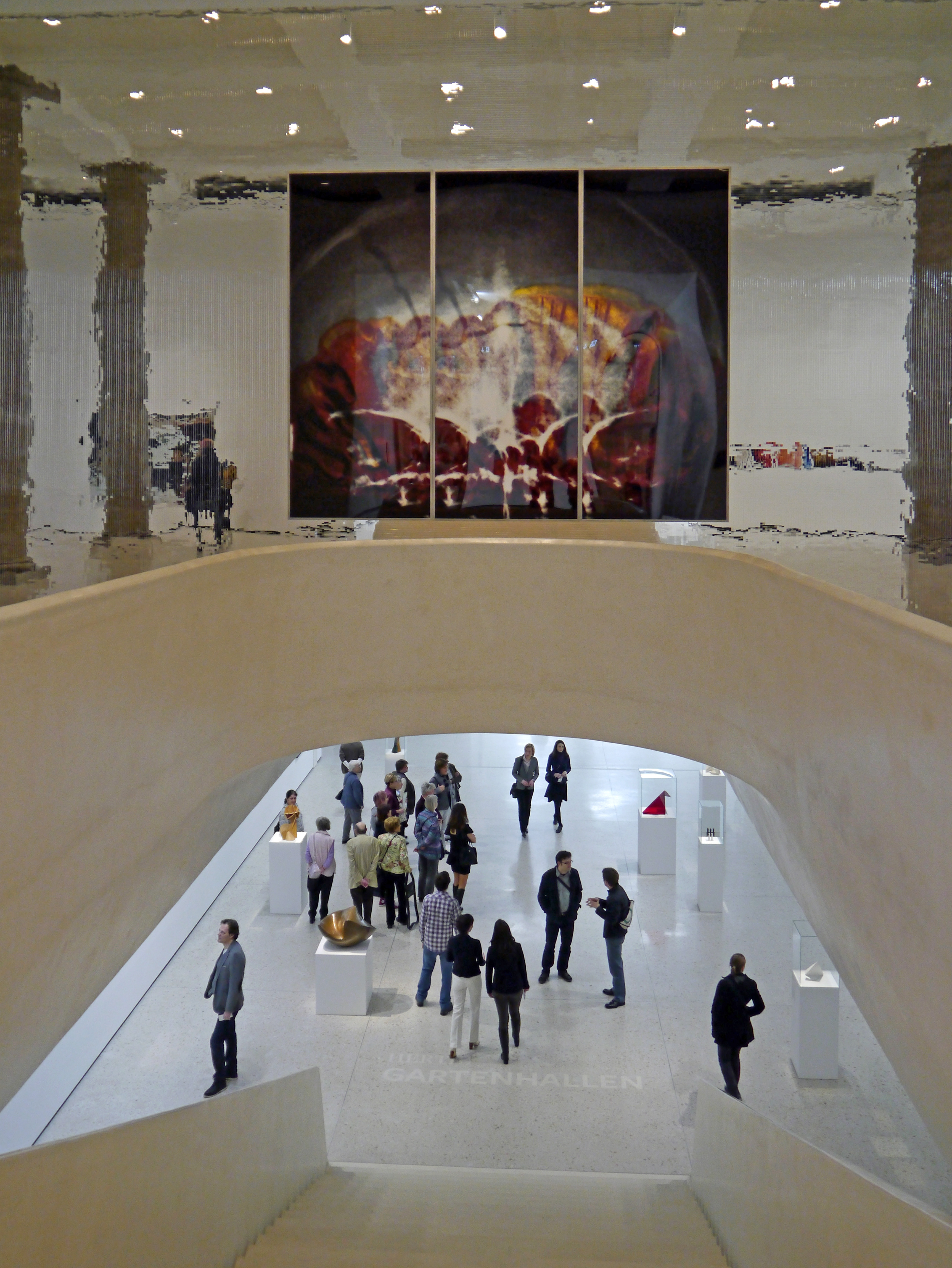
Zugang aus dem Metzler-Foyer zu den neuen Räumen im Keller, Gegenwartskunst 1945 bis heute (2012)

Im 2012 eröffneten Erweiterungsbau des Kellers, in den sogenannten Gartenhallen, findet die Sammlung der Gegenwartskunst im Städel Museum Platz. Eines der prominentesten Werke der Sammlung der Gegenwartskunst (1945 bis heute) im Städel ist Francis Bacons Studie für die Kinderschwester in dem Film „Panzerkreuzer Potemkin“ von Eisenstein aus dem Jahr 1957. Damit rezipierte Bacon den Stummfilm Panzerkreuzer Potemkin von Sergei Michailowitsch Eisenstein nach einem Standbild der am Kopf getroffenen Krankenschwester auf der Hafentreppe von Odessa. Weitere Gemälde sind der Kopf von Georg Baselitz und Jörg Immendorffs Kaltmut, in dem dieser sich auf den Kalten Krieg bezog. Daneben sind Bilder von Martin Kippenberger, Daniel Richter, Gerhard Richter und Sigmar Polke und weitere zu sehen.
Zudem gehören das Blaue Schwammrelief (Kleine Nachtmusik) von Yves Klein, Inca von Richard Serra, Flower Power von Wolf Vostell, Wege der Weltweisheit: Die Hermanns-Schlacht von Anselm Kiefer und Untitled von Donald Judd zur Städelschen Sammlung. Ein besonderes Werk ist die Siebdruck-Serie Goethe von Andy Warhol aus dem Jahr 1982. Darin rezipierte der Künstler die Darstellung Goethes in Tischbeins Gemälde, das sich ebenfalls im Städel befindet. Die Serie war ein Geschenk Warhols an das Museum.
Im Januar 2011 schenkte die Stifterin Dorette Hildebrand-Staab der Sammlung drei Werke von Georg Baselitz aus der Zeit nach seiner Übersiedlung aus der DDR Anfang der 1960er Jahre und ein Bild seines Weggefährten Eugen Schönebeck von 1966.

### Fotografie
Der Sammlungsbereich der Fotografie ist der Jüngste des Städel Museums. Den Grundstock bilden Werke zeitgenössischer Fotografie, die die DZ Bank dem Städel Museum 2008 überlassen hat. Dazu gehören Arbeiten von Nobuyoshi Araki, Thomas Demand, Andreas Gursky, David Hockney, Candida Höfer, Marie Jo Lafontaine, Thomas Ruff, Katharina Sieverding, Thomas Struth, Hiroshi Sugimoto, Wolfgang Tillmans, Jeff Wall und Andy Warhol. Weitere bedeutende Werke kamen 2011 aus der Fotografie-Sammlung Wiegand. Das Konvolut zeigt die Entwicklung des Mediums und spannt einen historischen Bogen von der Frühzeit über den Piktorialismus der Jahrhundertwende bis zur klassischen Moderne. Vertreten sind Künstler wie Eugène Atget, Brassaï, Julia Margaret Cameron, André Kertész, Heinrich Kühn, Dora Maar, Eadweard Muybridge, Nadar, Man Ray, Erich Salomon, August Sander, Edward Steichen und Alfred Stieglitz.
Der historische Bogen zwischen diesen beiden Sammlungen konnte mit dem Erwerb der umfassenden Sammlung von Annette und Rudolf Kicken geschlossen werden. Über 1.100 Arbeiten der Neuen Sachlichkeit, der Bauhausfotografie oder der sogenannten „Subjektiven Fotografie“ bilden die wichtigsten Tendenzen der europäischen Fotokunst in der ersten Hälfte des 20. Jahrhunderts ab und umfassen Werke von Leopold Ahrendts, Gertrud Arndt, Hugo Erfurth, Rudolf Koppitz, Heinrich Kühn, Man Ray, Albert Renger-Patzsch, Franz Roh, Werner Rohde, August Sander und Otto Steinert. Innerhalb der Sammlungspräsentation des Städel ist das Medium Fotografie Seite an Seite mit Gemälden und Skulpturen der jeweiligen Epoche zu sehen.

### Grafische Sammlung
Die grafische Sammlung des Städels umfasst über 100.000 Zeichnungen und Grafiken vom Spätmittelalter bis zur Moderne. Sie zählt zu den bedeutendsten ihrer Art in Deutschland.
Unter den Werken befinden sich Arbeiten bedeutender und bekannter Künstler. Ein Beispiel ist Tizians Studie für den Heiligen Sebastian des Hochaltars in SS. Nazaro e Celso, Brescia, die eine der wenigen Zeichnungen des Malers ist. Diese Studie wirkt aufgrund der künstlerischen Ausarbeitung des Strichs durch Tizian sehr plastisch. Von Albrecht Dürer befinden sich Zeichnungen, Holzschnitte und Kupferstiche in der Sammlung. In der berühmten Zeichnung Nürnbergerin und Venezianerin stellt er die verschiedenen Stile beider Orte gegenüber. Sein Kupferstich Die Melancholie ist weltberühmt und gilt aufgrund der Komplexität der Ikonographie Albrecht Dürers als nicht zu entschlüsseln. Rembrandt van Rijns Zeichnung Der trunkene Lot ist eine seiner wenigen bekannten und signierten Zeichnungen. Diese fein strukturierte Studie zeigt einen alten, betrunkenen Mann, der gerade aus seinem Rausch erwacht.

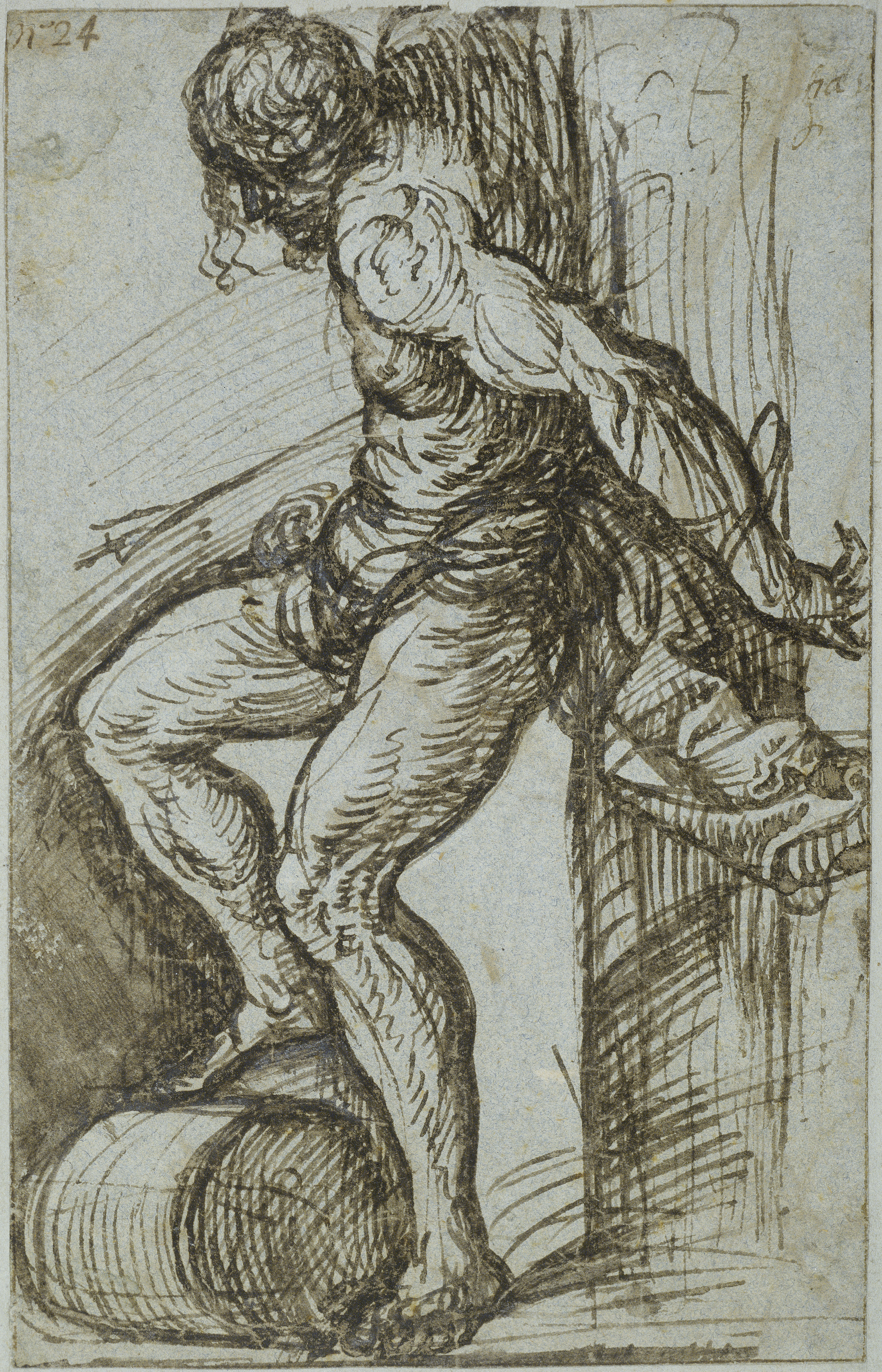
Studie für den Heiligen Sebastian des Hochaltars in SS. Nazaro e Celso in Brescia von Tizian, ca. 1519–1520
Nürnbergerin und Venezianerin von Albrecht Dürer, um 1495
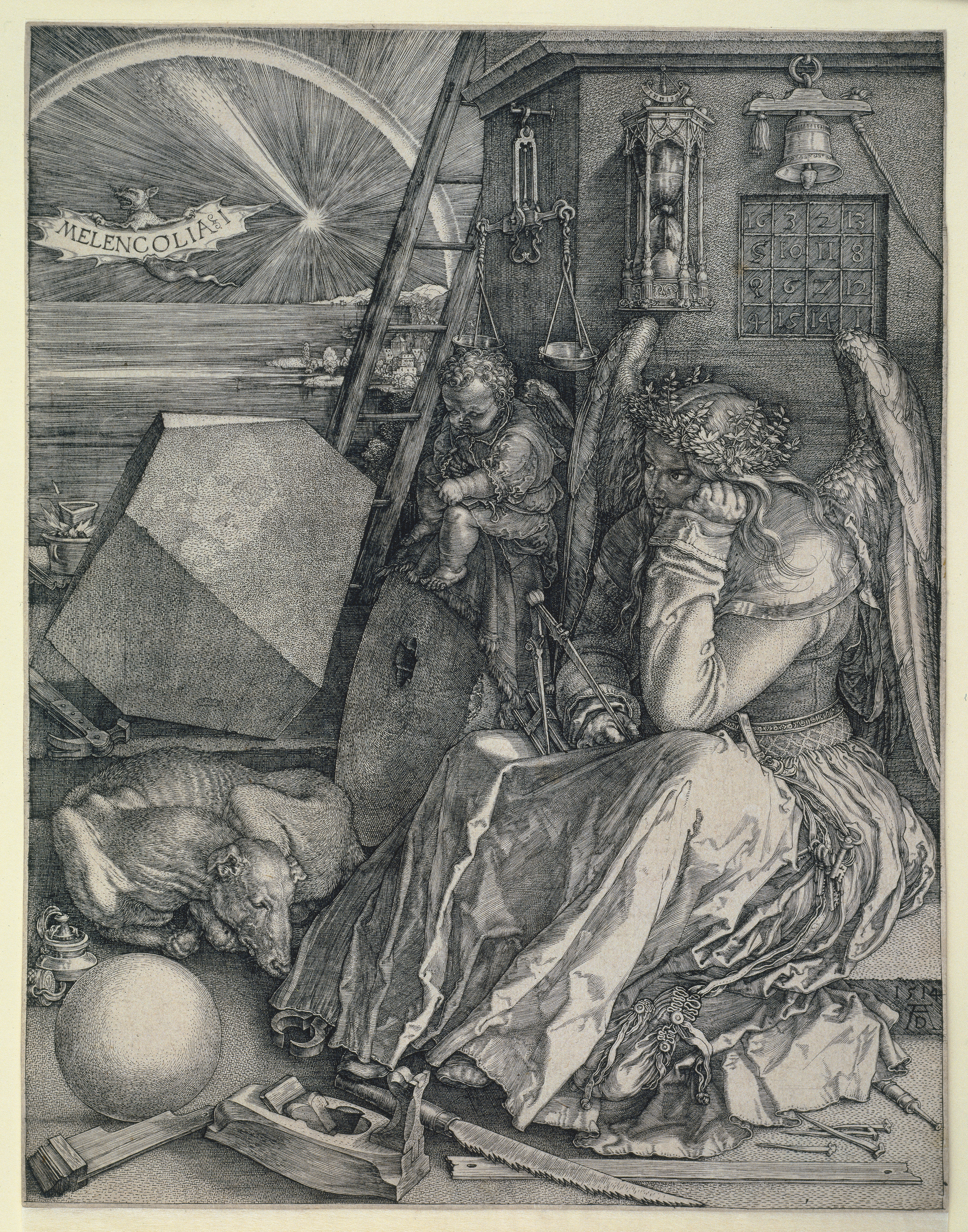
Die Melancholie von Albrecht Dürer, 1514
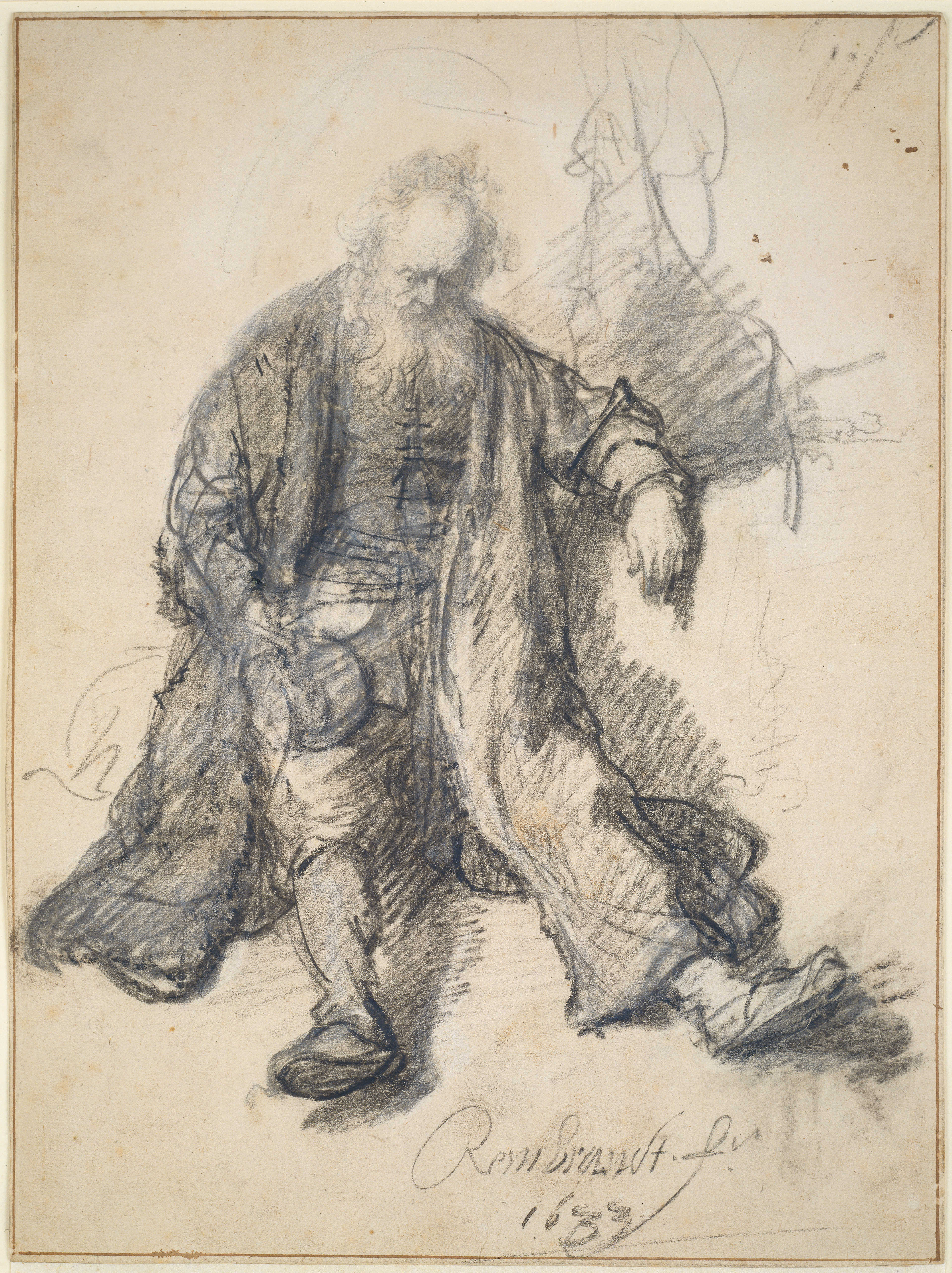
Sitzender Greis (Der trunkene Lot?) von Rembrandt van Rijn, ca. 1630–1633

Modernere grafische Arbeiten sind beispielsweise das Pastell Sonnenuntergang von Eugène Delacroix, in dem er den Natureindruck mit schwungvollen Strichen festhielt. Die Landschaft ist in ihrer Darstellung so weit zurückgenommen, dass sie anstatt eines konkreten Raums in die Unendlichkeit denken lässt. Die Zeichnungen Kastanien-Allée im Jas de Bouffan von Paul Cézanne sind Bestandteil der Sammlung, eine Berliner Straßenszene von Ernst Ludwig Kirchner, Eine Tasse von Pablo Picasso und Figure von Jackson Pollock gehören ebenfalls dem Städel.

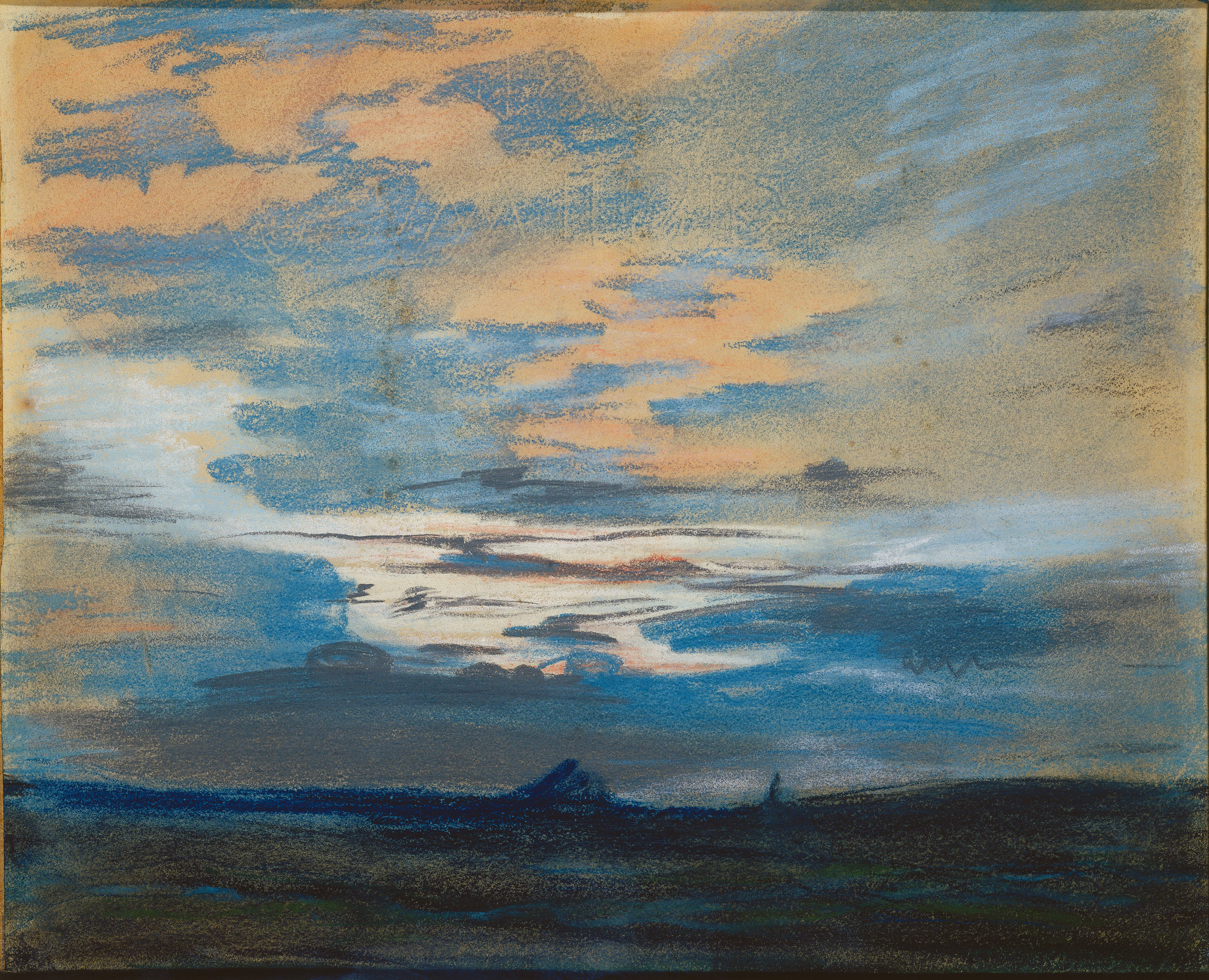
Sonnenuntergang von Eugène Delacroix, ca. 1849–1850
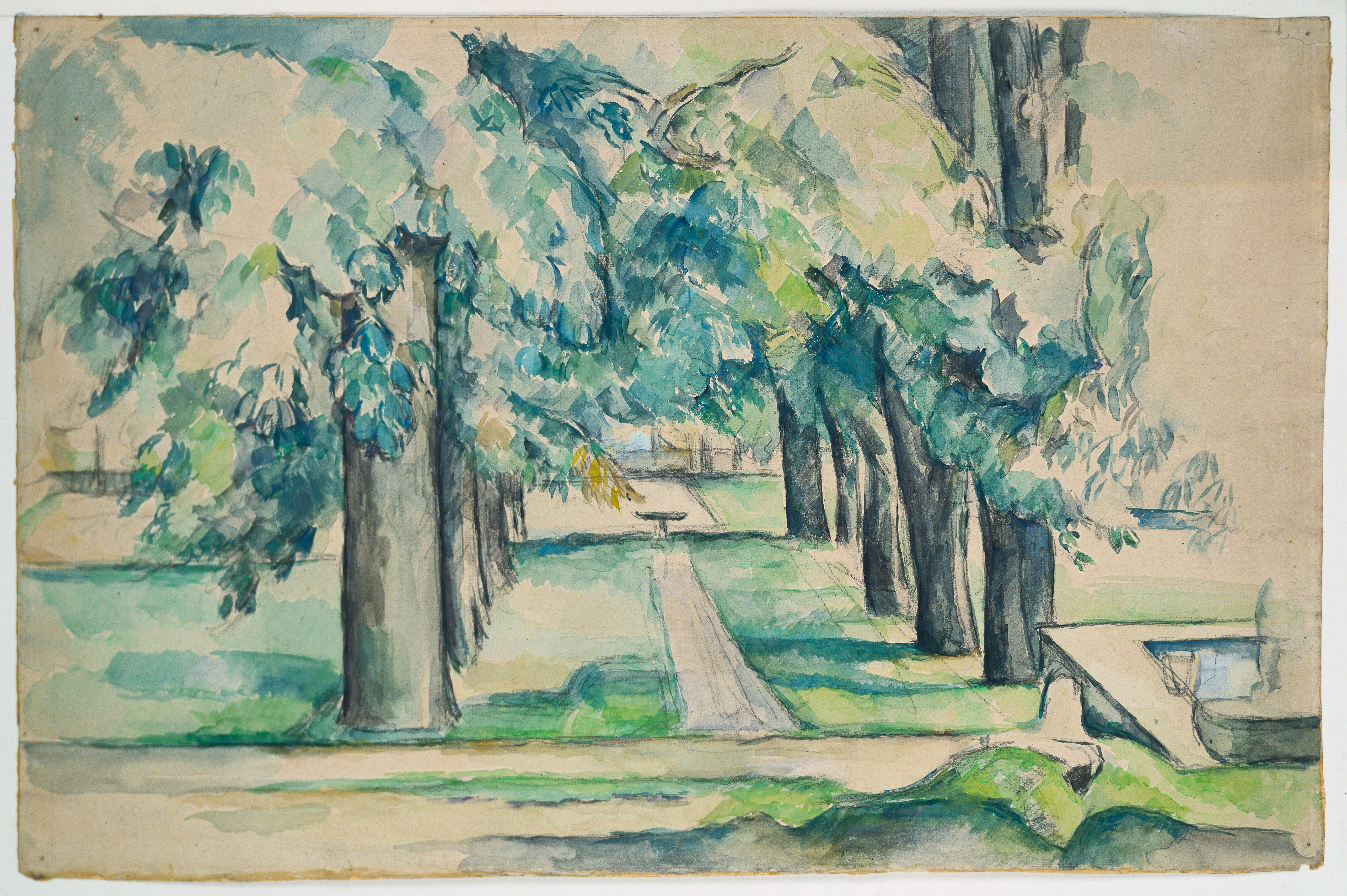
Le bassin et l’allée des marronniers au Jas de Bouffan von Paul Cézanne, ca. 1878–1890

### Skulpturen
Das Städel besitzt 660 Skulpturen, von denen nur ein Bruchteil ausgestellt ist. Zu diesen wenigen gehört die Skulptur Eva von Auguste Rodin. Sie war anfangs als Teil einer Höllenpforte mit einem Adam als Gegenstück geplant, die Rodin dann aber verwarf. Da das Modell der Eva schwanger war, wurde selbst diese Figur nicht vollendet, was am Gesicht und der unruhigen Oberfläche erkennbar ist. Die Oberfläche sah Rodin aber als Neuerung, die seine impressionistische Schaffensphase einleitete. Des Weiteren wird der Konstruktive Kopf Nr. 1 von Naum Gabo gezeigt, der aus verschiedenen Flächen konstruiert ist. 2007 wurden zwei weitere Skulpturen erworben, die ausgestellt werden. Zum einen Ascension aus dem Jahr 1929 von Otto Freundlich, dessen Werke während der Herrschaft des Nationalsozialismus als „entartet“ galten, und Tänzerin (Spagat) von Max Beckmann, die um 1935 entstand.

„Eva“ von Auguste Rodin, um 1881
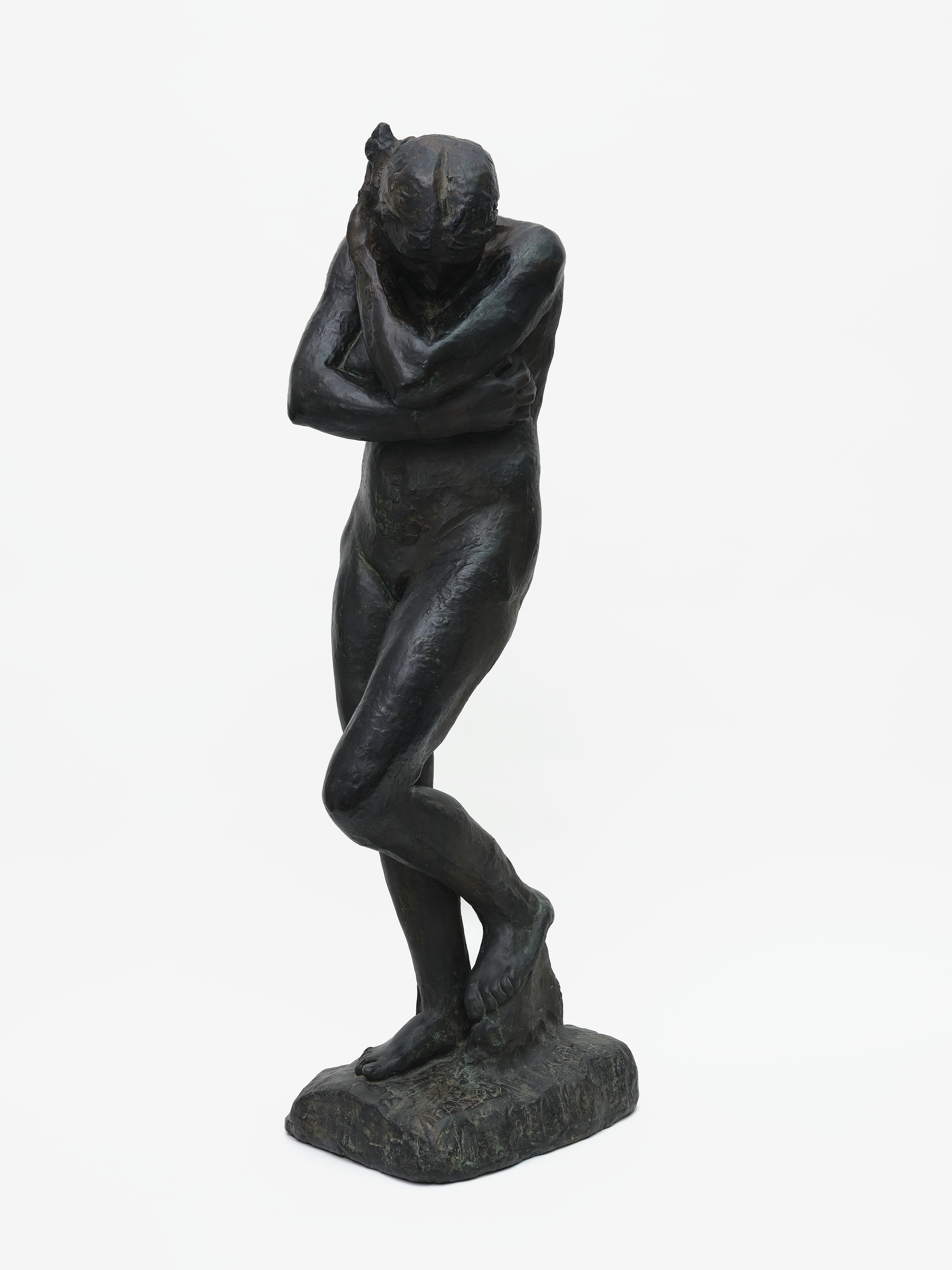

Im Städel Garten rund um das Museumsgebäude befinden sich seit der Neueröffnung Werke von Joannis Avramidis, Reg Butler, Adolf Luther, Olaf Nicolai, Artur Volkmann, außerdem werden dort zeitweise zeitgenössische Skulpturen ausgestellt. Seit 1976 wurden hier in Gruppen- und Einzelausstellungen Werke von Künstlern wie Joseph Beuys, Ulrich Rückriem, Richard Serra, Anthony Caro, George Rickey und David Smith gezeigt.
Anlässlich bedeutender Neuerwerbungen von installativen und zum Teil auch interaktiven Arbeiten von Olaf Nicolai, Tobias Rehberger, Jan Svenungsson sowie Janet Cardiff & George Bures Miller hat das Städel im April 2013 seinen Garten und die dort ausgestellte Skulpturensammlung neu präsentiert.

## Sonderausstellungen
Im Städel Museum werden neben der permanenten Sammlung mit Kunst von 1300 bis zur Gegenwart auch Sonderausstellungen präsentiert – ausgehend vom Sammlungsbestand des Städel Museums, aber auch darüber hinaus. Einer innovativen These oder einem Thema folgend werden überwiegend bedeutende Werke aus der Sammlung des Städel Museums zusammen mit internationalen Leihgaben aus Museen und privaten Sammlungen in Sonderausstellungen gezeigt. In der Ausstellungshalle der Graphischen Sammlung finden Präsentationen aus dem mehr als 100.000 Werke umfassenden Bestand statt.
Jüngste Beispiele sind „Städels Beckmann / Beckmanns Städel. Die Jahre in Frankfurt“ (2020–2021), „Marc Brandenburg. Hirnsturm II“ (2021–2022), „Schaulust. Niederländische Zeichenkunst des 18. Jahrhunderts“ (2020–2021), „Neu Sehen. Die Fotografie der 20er und 30er Jahre“ (2021) oder „Nennt mich Rembrandt! Durchbruch in Amsterdam“ (2021). Ein Überblick der vergangenen Ausstellungen findet sich auf der offiziellen Webseite des Städel Museums. Es finden auch Ausstellungen des Abschlussjahrgangs der Städelschule in den Räumen des Städel Museums statt.
Als letzte Ausstellung unter der Leitung von Max Hollein stand vom 30. Juni bis 23. Oktober 2016 Georg Baselitz unter dem Thema „Die Helden“ im Mittelpunkt. Unter der Leitung des amtierenden Direktors Philipp Demandt wurde von 23. Oktober 2019 bis 16. Februar 2020 mit „MAKING VAN GOGH. Geschichte einer deutschen Liebe“ die mit über 505.000 Besuchern erfolgreichste Sonderausstellung in der Geschichte des Städel Museums präsentiert.

## Public Domain
Das Städel Museum stellt mehr als 24.000 gemeinfreie Kunstwerke über seine Digitale Sammlung kostenfrei zum Download zur Verfügung. Aufgrund des seit 7. Juni 2021 geltenden § 68 des Urheberrechtsgesetzes befinden sich diese Werkabbildungen in der Public Domain und können in jedem Format vervielfältigt, geteilt sowie für beliebige Zwecke bearbeitet und genutzt werden.

## Auszeichnungen
- Mitglieder der deutschen Sektion des Internationalen Kunstkritikerverbandes (AICA) wählten das Haus zum Museum des Jahres 2012.[71]
- Die digitalen Kommunikations- und Vermittlungsangebote wurden 2015 mit zehn Fachpreisen ausgezeichnet – vom Grimme Online Award für die Digitorials bis zur Auszeichnung als bestes Programm des Jahres für das Städel-Game Imagoras[72][73].
- Die Virtual-Reality-App Zeitreise war in der Kategorie „Mobile Sites & Apps – Cultural Institutions“ für den Webby Award 2017 nominiert.[74]
- Kunstgeschichte Online. Der Städel Kurs zur Moderne war für den Grimme Online Award 2017 nominiert.[75]
- Das Oral-History-Projekt Café Deutschland war für den Grimme Online Award 2019 nominiert.[76]

## Filme
- Städel Museum Frankfurt (= Museums-Check. Folge 14). Reportage, 30 Min., Moderation: Markus Brock, Produktion: 3sat. Erstausstrahlung: 25. März 2012.[77]
- Das Museum betreibt einen eigenen YouTube-Kanal, auf dem es selbst produzierte Trailer zur Sammlung und zur Museumsarbeit und zur Kunstvermittlung zeigt.

### Überblickswerke zur Sammlung
- Gabriel Dette, Katrin Dyballa, Almut Pollmer-Schmidt, Jochen Sander, Fabian Wolf, Max Hollein (Vorwort): Alte Meister 1300–1800 im Städel Museum. Hrsg.: Max Hollein, Jochen Sander. Hatje Cantz, Ostfildern 2011, ISBN 978-3-7757-3026-6.
- Max Hollein, Felix Krämer (Hrsg.): Kunst der Moderne 1800–1945 im Städel Museum, Hatje Cantz, Ostfildern 2011, ISBN 978-3-7757-3027-3.
- Martin Engler, Max Hollein (Hrsg.): Gegenwartskunst 1945–heute im Städel Museum, Ostfildern 2012, ISBN 978-3-7757-3028-0.
- Eva Mongi-Vollmer: Meisterwerke im Städel-Museum. Ausgewählte Werke aus der Sammlung des Städel-Museums, Städel Museum, Frankfurt am Main 2007, ISBN 978-3-9809701-3-6 (Englische Ausgabe unter dem Titel: Masterworks at the Städel Museum).
- Bodo Brinkmann (Redaktion): Städelsches Kunstinstitut und Städtische Galerie Frankfurt am Main, Prestel, München u. a. 1999, ISBN 3-7913-2204-4.
- Felix Krämer, Max Hollein (Hrsg.): Lichtbilder. Fotografie im Städel Museum von den Anfängen bis 1960, Städel Museum, Frankfurt am Main, 2014, ISBN 978-3-941399-39-6 (Anlässlich der Ausstellung: Lichtbilder. Fotografie im Städel Museum von den Anfänge bis 1960, Städel Museum, Frankfurt am Main, 9. Juli – 5. Oktober 2014 = Photography at the Städel Museum from the beginning to 1960).
- Corina Meyer: Die Geburt des bürgerlichen Kunstmuseums – Johann Friedrich Städel und sein Kunstinstitut in Frankfurt am Main (= Berliner Schriften zur Museumsforschung), G + H Verlag, Berlin 2013, ISBN 978-3-940939-26-5 (Dissertation TU Berlin 2013).[78]
- Klaus Gallwitz (Hrsg. und Vorwort), Dolf Sternberger (Mitarbeiter): Besuche im Städel. Betrachtungen zu den Bildern, insel taschenbuch, Frankfurt am Main 1986, ISBN 3-458-32639-1.
- Max Hollein, Franziska Leuthhäußer: Meisterwerke im Städel Museum, Prestel Verlag, München, 2015, ISBN 978-3-7913-5447-7.

### Kataloge der Gemälde im Städelschen Kunstinstitut Frankfurt am Main
- Jochen Sander: Niederländische Gemälde im Städel. 1400–1500. [Hrsg.]: Klaus Gallwitz u. Jochen Sander, Mainz 1993, ISBN 3-8053-1444-2.
- Bodo Brinkmann, Stephan Kemperdick: Deutsche Gemälde im Städel. 1300–1500. [Hrsg.]: Herbert Beck u. Jochen Sander, Mainz 2002, ISBN 3-8053-2920-2.
- Bodo Brinkmann, Stephan Kemperdick: Deutsche Gemälde im Städel. 1500–1550. [Hrsg.]: Herbert Beck u. Jochen Sander, Mainz 2005, ISBN 3-8053-3350-1.
- Rudolf Hiller von Gaertringen: Italienische Gemälde im Städel 1300–1550. Toskana und Umbrien. [Hrsg.]: Herbert Beck u. Jochen Sander, Mainz 2004, ISBN 3-8053-3004-9.
- Jochen Sander: Italienische Gemälde im Städel 1300–1550. Oberitalien, die Marken und Rom. [Hrsg.]: Herbert Beck u. Jochen Sander, Mainz 2004, ISBN 3-8053-3314-5.
- Agnes Tieze: Flämische Gemälde im Städel Museum. 1550–1800. Teil 1: Künstler von A–R. [Hrsg.]: Max Hollein u. Jochen Sander, Petersberg 2009, ISBN 978-3-86568-195-9.
- Agnes Tieze: Flämische Gemälde im Städel Museum. 1550–1800. Teil 2: Künstler S–Z und Anonyme. [Hrsg.]: Max Hollein u. Jochen Sander, Petersberg 2009, ISBN 978-3-86568-195-9.
- Mirjam Neumeister: Holländische Gemälde im Städel 1550–1800. Band 1: Künstler geboren bis 1615. [Hrsg.]: Herbert Beck, Michael Maek-Gérard u. Jochen Sander, Petersberg 2005, ISBN 3-937251-36-7.
- León Krempel: Holländische Gemälde im Städel 1550–1800. Band 2: Künstler geboren 1615 bis 1630. [Hrsg.]: Herbert Beck, Michael Maek-Gérard u. Jochen Sander, Petersberg 2005, ISBN 3-937251-37-5.
- Mirjam Neumeister: Holländische Gemälde im Städel 1550–1800. Band 3: Künstler geboren nach 1630, hrsg. v. Max Hollein u. Jochen Sander, Petersberg 2010, ISBN 978-3-86568-541-4.

### Sammlungsgeschichte
- Uwe Fleckner, Max Hollein (Hrsg.): Museum im Widerspruch. Das Städel und der Nationalsozialismus (= Schriften der Forschungsstelle „Entartete Kunst“. Band 6). Berlin 2011, ISBN 978-3-05-004919-9.